# Новики (Мядельський район)
```
Сільрада Білорусі
|
Сільська рада
```

{ Сільрада Білорусі|Сільська рада
{ Сільрада Білорусі|Сільська рада
O Сільрада Білорусі|Сільська рада
t Сільрада Білорусі|Сільська рада
h Сільрада Білорусі|Сільська рада
e Сільрада Білорусі|Сільська рада
r Сільрада Білорусі|Сільська рада
u Сільрада Білорусі|Сільська рада
s Сільрада Білорусі|Сільська рада
e Сільрада Білорусі|Сільська рада
s Сільрада Білорусі|Сільська рада
| Сільрада Білорусі|Сільська рада
Н Сільрада Білорусі|Сільська рада
о Сільрада Білорусі|Сільська рада
в Сільрада Білорусі|Сільська рада
и Сільрада Білорусі|Сільська рада
к Сільрада Білорусі|Сільська рада
и Сільрада Білорусі|Сільська рада
} Сільрада Білорусі|Сільська рада
} Сільрада Білорусі|Сільська рада
```
Сільрада Білорусі
|
Сільська рада
```

{ Сільрада Білорусі|Сільська рада
{ Сільрада Білорусі|Сільська рада
Н Сільрада Білорусі|Сільська рада
П Сільрада Білорусі|Сільська рада
```
Сільрада Білорусі
|
Сільська рада
```

| Сільрада Білорусі|Сільська рада
к Сільрада Білорусі|Сільська рада
р Сільрада Білорусі|Сільська рада
а Сільрада Білорусі|Сільська рада
ї Сільрада Білорусі|Сільська рада
н Сільрада Білорусі|Сільська рада
а Сільрада Білорусі|Сільська рада
```
 Сільрада Білорусі
|
Сільська рада
```

= Сільрада Білорусі|Сільська рада
```
 Сільрада Білорусі
|
Сільська рада
```

{ Сільрада Білорусі|Сільська рада
{ Сільрада Білорусі|Сільська рада
B Сільрада Білорусі|Сільська рада
L Сільрада Білорусі|Сільська рада
R Сільрада Білорусі|Сільська рада
} Сільрада Білорусі|Сільська рада
} Сільрада Білорусі|Сільська рада
```
Сільрада Білорусі
|
Сільська рада
```

| Сільрада Білорусі|Сільська рада
с Сільрада Білорусі|Сільська рада
т Сільрада Білорусі|Сільська рада
а Сільрада Білорусі|Сільська рада
т Сільрада Білорусі|Сільська рада
у Сільрада Білорусі|Сільська рада
с Сільрада Білорусі|Сільська рада
```
 Сільрада Білорусі
|
Сільська рада
```

= Сільрада Білорусі|Сільська рада
```
 Сільрада Білорусі
|
Сільська рада
```

С Сільрада Білорусі|Сільська рада
е Сільрада Білорусі|Сільська рада
л Сільрада Білорусі|Сільська рада
о Сільрада Білорусі|Сільська рада
```
Сільрада Білорусі
|
Сільська рада
```

| Сільрада Білорусі|Сільська рада
у Сільрада Білорусі|Сільська рада
к Сільрада Білорусі|Сільська рада
р Сільрада Білорусі|Сільська рада
а Сільрада Білорусі|Сільська рада
ї Сільрада Білорусі|Сільська рада
н Сільрада Білорусі|Сільська рада
с Сільрада Білорусі|Сільська рада
ь Сільрада Білорусі|Сільська рада
к Сільрада Білорусі|Сільська рада
а Сільрада Білорусі|Сільська рада
```
 Сільрада Білорусі
|
Сільська рада
```

н Сільрада Білорусі|Сільська рада
а Сільрада Білорусі|Сільська рада
з Сільрада Білорусі|Сільська рада
в Сільрада Білорусі|Сільська рада
а Сільрада Білорусі|Сільська рада
```
 Сільрада Білорусі
|
Сільська рада
```

= Сільрада Білорусі|Сільська рада
```
 Сільрада Білорусі
|
Сільська рада
```

Н Сільрада Білорусі|Сільська рада
о Сільрада Білорусі|Сільська рада
в Сільрада Білорусі|Сільська рада
и Сільрада Білорусі|Сільська рада
к Сільрада Білорусі|Сільська рада
и Сільрада Білорусі|Сільська рада
```
Сільрада Білорусі
|
Сільська рада
```

| Сільрада Білорусі|Сільська рада
о Сільрада Білорусі|Сільська рада
р Сільрада Білорусі|Сільська рада
и Сільрада Білорусі|Сільська рада
г Сільрада Білорусі|Сільська рада
і Сільрада Білорусі|Сільська рада
н Сільрада Білорусі|Сільська рада
а Сільрада Білорусі|Сільська рада
л Сільрада Білорусі|Сільська рада
ь Сільрада Білорусі|Сільська рада
н Сільрада Білорусі|Сільська рада
а Сільрада Білорусі|Сільська рада
```
 Сільрада Білорусі
|
Сільська рада
```

н Сільрада Білорусі|Сільська рада
а Сільрада Білорусі|Сільська рада
з Сільрада Білорусі|Сільська рада
в Сільрада Білорусі|Сільська рада
а Сільрада Білорусі|Сільська рада
```
 Сільрада Білорусі
|
Сільська рада
```

= Сільрада Білорусі|Сільська рада
```
 Сільрада Білорусі
|
Сільська рада
```

{ Сільрада Білорусі|Сільська рада
{ Сільрада Білорусі|Сільська рада
l Сільрада Білорусі|Сільська рада
a Сільрада Білорусі|Сільська рада
n Сільрада Білорусі|Сільська рада
g Сільрада Білорусі|Сільська рада
- Сільрада Білорусі|Сільська рада
b Сільрада Білорусі|Сільська рада
e Сільрада Білорусі|Сільська рада
| Сільрада Білорусі|Сільська рада
в Сільрада Білорусі|Сільська рада
ё Сільрада Білорусі|Сільська рада
с Сільрада Білорусі|Сільська рада
к Сільрада Білорусі|Сільська рада
а Сільрада Білорусі|Сільська рада
```
 Сільрада Білорусі
|
Сільська рада
```

Н Сільрада Білорусі|Сільська рада
о Сільрада Білорусі|Сільська рада
в Сільрада Білорусі|Сільська рада
і Сільрада Білорусі|Сільська рада
к Сільрада Білорусі|Сільська рада
і Сільрада Білорусі|Сільська рада
} Сільрада Білорусі|Сільська рада
} Сільрада Білорусі|Сільська рада
```
Сільрада Білорусі
|
Сільська рада
```

| Сільрада Білорусі|Сільська рада
р Сільрада Білорусі|Сільська рада
а Сільрада Білорусі|Сільська рада
з Сільрада Білорусі|Сільська рада
м Сільрада Білорусі|Сільська рада
е Сільрада Білорусі|Сільська рада
р Сільрада Білорусі|Сільська рада
```
 Сільрада Білорусі
|
Сільська рада
```

к Сільрада Білорусі|Сільська рада
а Сільрада Білорусі|Сільська рада
р Сільрада Білорусі|Сільська рада
т Сільрада Білорусі|Сільська рада
ы Сільрада Білорусі|Сільська рада
```
 Сільрада Білорусі
|
Сільська рада
```

с Сільрада Білорусі|Сільська рада
т Сільрада Білорусі|Сільська рада
р Сільрада Білорусі|Сільська рада
а Сільрада Білорусі|Сільська рада
н Сільрада Білорусі|Сільська рада
ы Сільрада Білорусі|Сільська рада
```
 Сільрада Білорусі
|
Сільська рада
```

= Сільрада Білорусі|Сільська рада
```
 Сільрада Білорусі
|
Сільська рада
```

3 Сільрада Білорусі|Сільська рада
0 Сільрада Білорусі|Сільська рада
0 Сільрада Білорусі|Сільська рада
```
Сільрада Білорусі
|
Сільська рада
```

| Сільрада Білорусі|Сільська рада
р Сільрада Білорусі|Сільська рада
а Сільрада Білорусі|Сільська рада
з Сільрада Білорусі|Сільська рада
м Сільрада Білорусі|Сільська рада
е Сільрада Білорусі|Сільська рада
р Сільрада Білорусі|Сільська рада
```
 Сільрада Білорусі
|
Сільська рада
```

к Сільрада Білорусі|Сільська рада
а Сільрада Білорусі|Сільська рада
р Сільрада Білорусі|Сільська рада
т Сільрада Білорусі|Сільська рада
ы Сільрада Білорусі|Сільська рада
```
 Сільрада Білорусі
|
Сільська рада
```

р Сільрада Білорусі|Сільська рада
е Сільрада Білорусі|Сільська рада
г Сільрада Білорусі|Сільська рада
и Сільрада Білорусі|Сільська рада
о Сільрада Білорусі|Сільська рада
н Сільрада Білорусі|Сільська рада
а Сільрада Білорусі|Сільська рада
```
 Сільрада Білорусі
|
Сільська рада
```

= Сільрада Білорусі|Сільська рада
```
 Сільрада Білорусі
|
Сільська рада
```

3 Сільрада Білорусі|Сільська рада
0 Сільрада Білорусі|Сільська рада
0 Сільрада Білорусі|Сільська рада
```
Сільрада Білорусі
|
Сільська рада
```

| Сільрада Білорусі|Сільська рада
в Сільрада Білорусі|Сільська рада
и Сільрада Білорусі|Сільська рада
д Сільрада Білорусі|Сільська рада
```
 Сільрада Білорусі
|
Сільська рада
```

р Сільрада Білорусі|Сільська рада
е Сільрада Білорусі|Сільська рада
г Сільрада Білорусі|Сільська рада
і Сільрада Білорусі|Сільська рада
о Сільрада Білорусі|Сільська рада
н Сільрада Білорусі|Сільська рада
у Сільрада Білорусі|Сільська рада
```
 Сільрада Білорусі
|
Сільська рада
```

= Сільрада Білорусі|Сільська рада
```
 Сільрада Білорусі
|
Сільська рада
```

О Сільрада Білорусі|Сільська рада
б Сільрада Білорусі|Сільська рада
л Сільрада Білорусі|Сільська рада
а Сільрада Білорусі|Сільська рада
с Сільрада Білорусі|Сільська рада
т Сільрада Білорусі|Сільська рада
ь Сільрада Білорусі|Сільська рада
```
Сільрада Білорусі
|
Сільська рада
```

| Сільрада Білорусі|Сільська рада
р Сільрада Білорусі|Сільська рада
е Сільрада Білорусі|Сільська рада
г Сільрада Білорусі|Сільська рада
и Сільрада Білорусі|Сільська рада
о Сільрада Білорусі|Сільська рада
н Сільрада Білорусі|Сільська рада
```
 Сільрада Білорусі
|
Сільська рада
```

= Сільрада Білорусі|Сільська рада
```
 Сільрада Білорусі
|
Сільська рада
```

М Сільрада Білорусі|Сільська рада
і Сільрада Білорусі|Сільська рада
н Сільрада Білорусі|Сільська рада
с Сільрада Білорусі|Сільська рада
ь Сільрада Білорусі|Сільська рада
к Сільрада Білорусі|Сільська рада
а Сільрада Білорусі|Сільська рада
```
 Сільрада Білорусі
|
Сільська рада
```

о Сільрада Білорусі|Сільська рада
б Сільрада Білорусі|Сільська рада
л Сільрада Білорусі|Сільська рада
а Сільрада Білорусі|Сільська рада
с Сільрада Білорусі|Сільська рада
т Сільрада Білорусі|Сільська рада
ь Сільрада Білорусі|Сільська рада
```
Сільрада Білорусі
|
Сільська рада
```

| Сільрада Білорусі|Сільська рада
р Сільрада Білорусі|Сільська рада
а Сільрада Білорусі|Сільська рада
й Сільрада Білорусі|Сільська рада
о Сільрада Білорусі|Сільська рада
н Сільрада Білорусі|Сільська рада
```
 Сільрада Білорусі
|
Сільська рада
```

= Сільрада Білорусі|Сільська рада
```
 Сільрада Білорусі
|
Сільська рада
```

[ Сільрада Білорусі|Сільська рада
[ Сільрада Білорусі|Сільська рада
М Сільрада Білорусі|Сільська рада
я Сільрада Білорусі|Сільська рада
д Сільрада Білорусі|Сільська рада
е Сільрада Білорусі|Сільська рада
л Сільрада Білорусі|Сільська рада
ь Сільрада Білорусі|Сільська рада
с Сільрада Білорусі|Сільська рада
ь Сільрада Білорусі|Сільська рада
к Сільрада Білорусі|Сільська рада
и Сільрада Білорусі|Сільська рада
й Сільрада Білорусі|Сільська рада
```
 Сільрада Білорусі
|
Сільська рада
```

р Сільрада Білорусі|Сільська рада
а Сільрада Білорусі|Сільська рада
й Сільрада Білорусі|Сільська рада
о Сільрада Білорусі|Сільська рада
н Сільрада Білорусі|Сільська рада
| Сільрада Білорусі|Сільська рада
М Сільрада Білорусі|Сільська рада
я Сільрада Білорусі|Сільська рада
д Сільрада Білорусі|Сільська рада
е Сільрада Білорусі|Сільська рада
л Сільрада Білорусі|Сільська рада
ь Сільрада Білорусі|Сільська рада
с Сільрада Білорусі|Сільська рада
ь Сільрада Білорусі|Сільська рада
к Сільрада Білорусі|Сільська рада
и Сільрада Білорусі|Сільська рада
й Сільрада Білорусі|Сільська рада
] Сільрада Білорусі|Сільська рада
] Сільрада Білорусі|Сільська рада
```
Сільрада Білорусі
|
Сільська рада
```

| Сільрада Білорусі|Сільська рада
о Сільрада Білорусі|Сільська рада
б Сільрада Білорусі|Сільська рада
щ Сільрада Білорусі|Сільська рада
и Сільрада Білорусі|Сільська рада
н Сільрада Білорусі|Сільська рада
а Сільрада Білорусі|Сільська рада
```
 Сільрада Білорусі
|
Сільська рада
```

= Сільрада Білорусі|Сільська рада
```
 Сільрада Білорусі
|
Сільська рада
```

С Сільрада Білорусі|Сільська рада
в Сільрада Білорусі|Сільська рада
а Сільрада Білорусі|Сільська рада
т Сільрада Білорусі|Сільська рада
к Сільрада Білорусі|Сільська рада
і Сільрада Білорусі|Сільська рада
в Сільрада Білорусі|Сільська рада
с Сільрада Білорусі|Сільська рада
ь Сільрада Білорусі|Сільська рада
к Сільрада Білорусі|Сільська рада
а Сільрада Білорусі|Сільська рада
```
 Сільрада Білорусі
|
Сільська рада
```

с Сільрада Білорусі|Сільська рада
і Сільрада Білорусі|Сільська рада
л Сільрада Білорусі|Сільська рада
ь Сільрада Білорусі|Сільська рада
с Сільрада Білорусі|Сільська рада
ь Сільрада Білорусі|Сільська рада
к Сільрада Білорусі|Сільська рада
а Сільрада Білорусі|Сільська рада
```
 Сільрада Білорусі
|
Сільська рада
```

р Сільрада Білорусі|Сільська рада
а Сільрада Білорусі|Сільська рада
д Сільрада Білорусі|Сільська рада
а Сільрада Білорусі|Сільська рада
```
 Сільрада Білорусі
|
Сільська рада
```

( Сільрада Білорусі|Сільська рада
М Сільрада Білорусі|Сільська рада
я Сільрада Білорусі|Сільська рада
д Сільрада Білорусі|Сільська рада
е Сільрада Білорусі|Сільська рада
л Сільрада Білорусі|Сільська рада
ь Сільрада Білорусі|Сільська рада
с Сільрада Білорусі|Сільська рада
ь Сільрада Білорусі|Сільська рада
к Сільрада Білорусі|Сільська рада
и Сільрада Білорусі|Сільська рада
й Сільрада Білорусі|Сільська рада
```
 Сільрада Білорусі
|
Сільська рада
```

р Сільрада Білорусі|Сільська рада
а Сільрада Білорусі|Сільська рада
й Сільрада Білорусі|Сільська рада
о Сільрада Білорусі|Сільська рада
н Сільрада Білорусі|Сільська рада
) Сільрада Білорусі|Сільська рада
{ Сільрада Білорусі|Сільська рада
{ Сільрада Білорусі|Сільська рада
! Сільрада Білорусі|Сільська рада
} Сільрада Білорусі|Сільська рада
} Сільрада Білорусі|Сільська рада
С Сільрада Білорусі|Сільська рада
в Сільрада Білорусі|Сільська рада
а Сільрада Білорусі|Сільська рада
т Сільрада Білорусі|Сільська рада
к Сільрада Білорусі|Сільська рада
і Сільрада Білорусі|Сільська рада
в Сільрада Білорусі|Сільська рада
с Сільрада Білорусі|Сільська рада
ь Сільрада Білорусі|Сільська рада
к Сільрада Білорусі|Сільська рада
а Сільрада Білорусі|Сільська рада
```
 Сільрада Білорусі
|
Сільська рада
```

с Сільрада Білорусі|Сільська рада
і Сільрада Білорусі|Сільська рада
л Сільрада Білорусі|Сільська рада
ь Сільрада Білорусі|Сільська рада
с Сільрада Білорусі|Сільська рада
ь Сільрада Білорусі|Сільська рада
к Сільрада Білорусі|Сільська рада
а Сільрада Білорусі|Сільська рада
```
 Сільрада Білорусі
|
Сільська рада
```

р Сільрада Білорусі|Сільська рада
а Сільрада Білорусі|Сільська рада
д Сільрада Білорусі|Сільська рада
а Сільрада Білорусі|Сільська рада
```
Сільрада Білорусі
|
Сільська рада
```

| Сільрада Білорусі|Сільська рада
н Сільрада Білорусі|Сільська рада
а Сільрада Білорусі|Сільська рада
ц Сільрада Білорусі|Сільська рада
і Сільрада Білорусі|Сільська рада
о Сільрада Білорусі|Сільська рада
н Сільрада Білорусі|Сільська рада
а Сільрада Білорусі|Сільська рада
л Сільрада Білорусі|Сільська рада
ь Сільрада Білорусі|Сільська рада
н Сільрада Білорусі|Сільська рада
и Сільрада Білорусі|Сільська рада
й Сільрада Білорусі|Сільська рада
```
 Сільрада Білорусі
|
Сільська рада
```

с Сільрада Білорусі|Сільська рада
к Сільрада Білорусі|Сільська рада
л Сільрада Білорусі|Сільська рада
а Сільрада Білорусі|Сільська рада
д Сільрада Білорусі|Сільська рада
```
 Сільрада Білорусі
|
Сільська рада
```

= Сільрада Білорусі|Сільська рада
```
 Сільрада Білорусі
|
Сільська рада
```

[ Сільрада Білорусі|Сільська рада
[ Сільрада Білорусі|Сільська рада
б Сільрада Білорусі|Сільська рада
і Сільрада Білорусі|Сільська рада
л Сільрада Білорусі|Сільська рада
о Сільрада Білорусі|Сільська рада
р Сільрада Білорусі|Сільська рада
у Сільрада Білорусі|Сільська рада
с Сільрада Білорусі|Сільська рада
и Сільрада Білорусі|Сільська рада
] Сільрада Білорусі|Сільська рада
] Сільрада Білорусі|Сільська рада
```
Сільрада Білорусі
|
Сільська рада
```

| Сільрада Білорусі|Сільська рада
т Сільрада Білорусі|Сільська рада
е Сільрада Білорусі|Сільська рада
л Сільрада Білорусі|Сільська рада
е Сільрада Білорусі|Сільська рада
ф Сільрада Білорусі|Сільська рада
о Сільрада Білорусі|Сільська рада
н Сільрада Білорусі|Сільська рада
н Сільрада Білорусі|Сільська рада
и Сільрада Білорусі|Сільська рада
й Сільрада Білорусі|Сільська рада
```
 Сільрада Білорусі
|
Сільська рада
```

к Сільрада Білорусі|Сільська рада
о Сільрада Білорусі|Сільська рада
д Сільрада Білорусі|Сільська рада
```
 Сільрада Білорусі
|
Сільська рада
```

= Сільрада Білорусі|Сільська рада
```
 Сільрада Білорусі
|
Сільська рада
```

+ Сільрада Білорусі|Сільська рада
3 Сільрада Білорусі|Сільська рада
7 Сільрада Білорусі|Сільська рада
5 Сільрада Білорусі|Сільська рада
- Сільрада Білорусі|Сільська рада
1 Сільрада Білорусі|Сільська рада
7 Сільрада Білорусі|Сільська рада
- Сільрада Білорусі|Сільська рада
9 Сільрада Білорусі|Сільська рада
7 Сільрада Білорусі|Сільська рада
```
Сільрада Білорусі
|
Сільська рада
```

| Сільрада Білорусі|Сільська рада
п Сільрада Білорусі|Сільська рада
о Сільрада Білорусі|Сільська рада
ш Сільрада Білорусі|Сільська рада
т Сільрада Білорусі|Сільська рада
о Сільрада Білорусі|Сільська рада
в Сільрада Білорусі|Сільська рада
и Сільрада Білорусі|Сільська рада
й Сільрада Білорусі|Сільська рада
```
 Сільрада Білорусі
|
Сільська рада
```

і Сільрада Білорусі|Сільська рада
н Сільрада Білорусі|Сільська рада
д Сільрада Білорусі|Сільська рада
е Сільрада Білорусі|Сільська рада
к Сільрада Білорусі|Сільська рада
с Сільрада Білорусі|Сільська рада
```
 Сільрада Білорусі
|
Сільська рада
```

= Сільрада Білорусі|Сільська рада
```
 Сільрада Білорусі
|
Сільська рада
```

2 Сільрада Білорусі|Сільська рада
2 Сільрада Білорусі|Сільська рада
2 Сільрада Білорусі|Сільська рада
3 Сільрада Білорусі|Сільська рада
8 Сільрада Білорусі|Сільська рада
4 Сільрада Білорусі|Сільська рада
```
Сільрада Білорусі
|
Сільська рада
```

| Сільрада Білорусі|Сільська рада
в Сільрада Білорусі|Сільська рада
и Сільрада Білорусі|Сільська рада
д Сільрада Білорусі|Сільська рада
```
 Сільрада Білорусі
|
Сільська рада
```

і Сільрада Білорусі|Сільська рада
д Сільрада Білорусі|Сільська рада
е Сільрада Білорусі|Сільська рада
н Сільрада Білорусі|Сільська рада
т Сільрада Білорусі|Сільська рада
и Сільрада Білорусі|Сільська рада
ф Сільрада Білорусі|Сільська рада
і Сільрада Білорусі|Сільська рада
к Сільрада Білорусі|Сільська рада
а Сільрада Білорусі|Сільська рада
т Сільрада Білорусі|Сільська рада
о Сільрада Білорусі|Сільська рада
р Сільрада Білорусі|Сільська рада
а Сільрада Білорусі|Сільська рада
```
 Сільрада Білорусі
|
Сільська рада
```

= Сільрада Білорусі|Сільська рада
```
 Сільрада Білорусі
|
Сільська рада
```

[ Сільрада Білорусі|Сільська рада
[ Сільрада Білорусі|Сільська рада
З Сільрада Білорусі|Сільська рада
К Сільрада Білорусі|Сільська рада
А Сільрада Білорусі|Сільська рада
Т Сільрада Білорусі|Сільська рада
У Сільрада Білорусі|Сільська рада
| Сільрада Білорусі|Сільська рада
К Сільрада Білорусі|Сільська рада
о Сільрада Білорусі|Сільська рада
д Сільрада Білорусі|Сільська рада
```
 Сільрада Білорусі
|
Сільська рада
```

З Сільрада Білорусі|Сільська рада
К Сільрада Білорусі|Сільська рада
А Сільрада Білорусі|Сільська рада
Т Сільрада Білорусі|Сільська рада
У Сільрада Білорусі|Сільська рада
] Сільрада Білорусі|Сільська рада
] Сільрада Білорусі|Сільська рада
```
 Сільрада Білорусі
|
Сільська рада
```

< Сільрада Білорусі|Сільська рада
! Сільрада Білорусі|Сільська рада
- Сільрада Білорусі|Сільська рада
- Сільрада Білорусі|Сільська рада
```
 Сільрада Білорусі
|
Сільська рада
```

Т Сільрада Білорусі|Сільська рада
і Сільрада Білорусі|Сільська рада
л Сільрада Білорусі|Сільська рада
ь Сільрада Білорусі|Сільська рада
к Сільрада Білорусі|Сільська рада
и Сільрада Білорусі|Сільська рада
```
 Сільрада Білорусі
|
Сільська рада
```

д Сільрада Білорусі|Сільська рада
л Сільрада Білорусі|Сільська рада
я Сільрада Білорусі|Сільська рада
```
 Сільрада Білорусі
|
Сільська рада
```

Н Сільрада Білорусі|Сільська рада
П Сільрада Білорусі|Сільська рада
```
 Сільрада Білорусі
|
Сільська рада
```

[ Сільрада Білорусі|Сільська рада
[ Сільрада Білорусі|Сільська рада
Р Сільрада Білорусі|Сільська рада
о Сільрада Білорусі|Сільська рада
с Сільрада Білорусі|Сільська рада
і Сільрада Білорусі|Сільська рада
я Сільрада Білорусі|Сільська рада
| Сільрада Білорусі|Сільська рада
Р Сільрада Білорусі|Сільська рада
о Сільрада Білорусі|Сільська рада
с Сільрада Білорусі|Сільська рада
і Сільрада Білорусі|Сільська рада
ї Сільрада Білорусі|Сільська рада
] Сільрада Білорусі|Сільська рада
] Сільрада Білорусі|Сільська рада
```
 Сільрада Білорусі
|
Сільська рада
```

- Сільрада Білорусі|Сільська рада
- Сільрада Білорусі|Сільська рада
> Сільрада Білорусі|Сільська рада
```
Сільрада Білорусі
|
Сільська рада
```

| Сільрада Білорусі|Сільська рада
a Сільрада Білорусі|Сільська рада
d Сільрада Білорусі|Сільська рада
d Сільрада Білорусі|Сільська рада
2 Сільрада Білорусі|Сільська рада
n Сільрада Білорусі|Сільська рада
```
 Сільрада Білорусі
|
Сільська рада
```

= Сільрада Білорусі|Сільська рада
```
 Сільрада Білорусі
|
Сільська рада
```

О Сільрада Білорусі|Сільська рада
ф Сільрада Білорусі|Сільська рада
і Сільрада Білорусі|Сільська рада
ц Сільрада Білорусі|Сільська рада
і Сільрада Білорусі|Сільська рада
й Сільрада Білорусі|Сільська рада
н Сільрада Білорусі|Сільська рада
а Сільрада Білорусі|Сільська рада
```
 Сільрада Білорусі
|
Сільська рада
```

а Сільрада Білорусі|Сільська рада
д Сільрада Білорусі|Сільська рада
р Сільрада Білорусі|Сільська рада
е Сільрада Білорусі|Сільська рада
с Сільрада Білорусі|Сільська рада
а Сільрада Білорусі|Сільська рада
```
Сільрада Білорусі
|
Сільська рада
```

| Сільрада Білорусі|Сільська рада
a Сільрада Білорусі|Сільська рада
d Сільрада Білорусі|Сільська рада
d Сільрада Білорусі|Сільська рада
2 Сільрада Білорусі|Сільська рада
```
 Сільрада Білорусі
|
Сільська рада
```

= Сільрада Білорусі|Сільська рада
```
 Сільрада Білорусі
|
Сільська рада
```

2 Сільрада Білорусі|Сільська рада
2 Сільрада Білорусі|Сільська рада
2 Сільрада Білорусі|Сільська рада
3 Сільрада Білорусі|Сільська рада
8 Сільрада Білорусі|Сільська рада
4 Сільрада Білорусі|Сільська рада
```
 Сільрада Білорусі
|
Сільська рада
```

М Сільрада Білорусі|Сільська рада
е Сільрада Білорусі|Сільська рада
н Сільрада Білорусі|Сільська рада
с Сільрада Білорусі|Сільська рада
к Сільрада Білорусі|Сільська рада
а Сільрада Білорусі|Сільська рада
я Сільрада Білорусі|Сільська рада
```
 Сільрада Білорусі
|
Сільська рада
```

в Сільрада Білорусі|Сільська рада
о Сільрада Білорусі|Сільська рада
б Сільрада Білорусі|Сільська рада
л Сільрада Білорусі|Сільська рада
а Сільрада Білорусі|Сільська рада
с Сільрада Білорусі|Сільська рада
ь Сільрада Білорусі|Сільська рада
ц Сільрада Білорусі|Сільська рада
ь Сільрада Білорусі|Сільська рада
, Сільрада Білорусі|Сільська рада
< Сільрада Білорусі|Сільська рада
b Сільрада Білорусі|Сільська рада
r Сільрада Білорусі|Сільська рада
/ Сільрада Білорусі|Сільська рада
> Сільрада Білорусі|Сільська рада
```
 Сільрада Білорусі
|
Сільська рада
```

М Сільрада Білорусі|Сільська рада
я Сільрада Білорусі|Сільська рада
д Сільрада Білорусі|Сільська рада
з Сільрада Білорусі|Сільська рада
е Сільрада Білорусі|Сільська рада
л Сільрада Білорусі|Сільська рада
ь Сільрада Білорусі|Сільська рада
с Сільрада Білорусі|Сільська рада
к Сільрада Білорусі|Сільська рада
і Сільрада Білорусі|Сільська рада
```
 Сільрада Білорусі
|
Сільська рада
```

р Сільрада Білорусі|Сільська рада
а Сільрада Білорусі|Сільська рада
ё Сільрада Білорусі|Сільська рада
н Сільрада Білорусі|Сільська рада
, Сільрада Білорусі|Сільська рада
< Сільрада Білорусі|Сільська рада
b Сільрада Білорусі|Сільська рада
r Сільрада Білорусі|Сільська рада
/ Сільрада Білорусі|Сільська рада
> Сільрада Білорусі|Сільська рада
С Сільрада Білорусі|Сільська рада
в Сільрада Білорусі|Сільська рада
а Сільрада Білорусі|Сільська рада
т Сільрада Білорусі|Сільська рада
к Сільрада Білорусі|Сільська рада
а Сільрада Білорусі|Сільська рада
ў Сільрада Білорусі|Сільська рада
с Сільрада Білорусі|Сільська рада
к Сільрада Білорусі|Сільська рада
і Сільрада Білорусі|Сільська рада
```
 Сільрада Білорусі
|
Сільська рада
```

с Сільрада Білорусі|Сільська рада
е Сільрада Білорусі|Сільська рада
л Сільрада Білорусі|Сільська рада
ь Сільрада Білорусі|Сільська рада
с Сільрада Білорусі|Сільська рада
а Сільрада Білорусі|Сільська рада
в Сільрада Білорусі|Сільська рада
е Сільрада Білорусі|Сільська рада
т Сільрада Білорусі|Сільська рада
< Сільрада Білорусі|Сільська рада
b Сільрада Білорусі|Сільська рада
r Сільрада Білорусі|Сільська рада
/ Сільрада Білорусі|Сільська рада
> Сільрада Білорусі|Сільська рада
В Сільрада Білорусі|Сільська рада
ё Сільрада Білорусі|Сільська рада
с Сільрада Білорусі|Сільська рада
к Сільрада Білорусі|Сільська рада
а Сільрада Білорусі|Сільська рада
```
 Сільрада Білорусі
|
Сільська рада
```

Н Сільрада Білорусі|Сільська рада
о Сільрада Білорусі|Сільська рада
в Сільрада Білорусі|Сільська рада
і Сільрада Білорусі|Сільська рада
к Сільрада Білорусі|Сільська рада
і Сільрада Білорусі|Сільська рада
```
Сільрада Білорусі
|
Сільська рада
```

| Сільрада Білорусі|Сільська рада
a Сільрада Білорусі|Сільська рада
d Сільрада Білорусі|Сільська рада
d Сільрада Білорусі|Сільська рада
3 Сільрада Білорусі|Сільська рада
n Сільрада Білорусі|Сільська рада
```
 Сільрада Білорусі
|
Сільська рада
```

= Сільрада Білорусі|Сільська рада
```
 Сільрада Білорусі
|
Сільська рада
```

Т Сільрада Білорусі|Сільська рада
е Сільрада Білорусі|Сільська рада
л Сільрада Білорусі|Сільська рада
е Сільрада Білорусі|Сільська рада
ф Сільрада Білорусі|Сільська рада
о Сільрада Білорусі|Сільська рада
н Сільрада Білорусі|Сільська рада
```
Сільрада Білорусі
|
Сільська рада
```

| Сільрада Білорусі|Сільська рада
a Сільрада Білорусі|Сільська рада
d Сільрада Білорусі|Сільська рада
d Сільрада Білорусі|Сільська рада
3 Сільрада Білорусі|Сільська рада
```
 Сільрада Білорусі
|
Сільська рада
```

= Сільрада Білорусі|Сільська рада
```
 Сільрада Білорусі
|
Сільська рада
```

+ Сільрада Білорусі|Сільська рада
3 Сільрада Білорусі|Сільська рада
7 Сільрада Білорусі|Сільська рада
5 Сільрада Білорусі|Сільська рада
- Сільрада Білорусі|Сільська рада
1 Сільрада Білорусі|Сільська рада
7 Сільрада Білорусі|Сільська рада
- Сільрада Білорусі|Сільська рада
9 Сільрада Білорусі|Сільська рада
7 Сільрада Білорусі|Сільська рада
} Сільрада Білорусі|Сільська рада
} Сільрада Білорусі|Сільська рада
```
Сільрада Білорусі
|
Сільська рада
```

' Сільрада Білорусі|Сільська рада
' Сільрада Білорусі|Сільська рада
' Сільрада Білорусі|Сільська рада
Н Сільрада Білорусі|Сільська рада
о Сільрада Білорусі|Сільська рада
в Сільрада Білорусі|Сільська рада
и Сільрада Білорусі|Сільська рада
к Сільрада Білорусі|Сільська рада
и Сільрада Білорусі|Сільська рада
' Сільрада Білорусі|Сільська рада
' Сільрада Білорусі|Сільська рада
' Сільрада Білорусі|Сільська рада
< Сільрада Білорусі|Сільська рада
r Сільрада Білорусі|Сільська рада
e Сільрада Білорусі|Сільська рада
f Сільрада Білорусі|Сільська рада
> Сільрада Білорусі|Сільська рада
[ Сільрада Білорусі|Сільська рада
h Сільрада Білорусі|Сільська рада
t Сільрада Білорусі|Сільська рада
t Сільрада Білорусі|Сільська рада
p Сільрада Білорусі|Сільська рада
Сільрада Білорусі|Сільська рада
/ Сільрада Білорусі|Сільська рада
/ Сільрада Білорусі|Сільська рада
b Сільрада Білорусі|Сільська рада
e Сільрада Білорусі|Сільська рада
l Сільрада Білорусі|Сільська рада
a Сільрада Білорусі|Сільська рада
r Сільрада Білорусі|Сільська рада
u Сільрада Білорусі|Сільська рада
s Сільрада Білорусі|Сільська рада
c Сільрада Білорусі|Сільська рада
i Сільрада Білорусі|Сільська рада
t Сільрада Білорусі|Сільська рада
y Сільрада Білорусі|Сільська рада
. Сільрада Білорусі|Сільська рада
n Сільрада Білорусі|Сільська рада
e Сільрада Білорусі|Сільська рада
t Сільрада Білорусі|Сільська рада
/ Сільрада Білорусі|Сільська рада
m Сільрада Білорусі|Сільська рада
y Сільрада Білорусі|Сільська рада
a Сільрада Білорусі|Сільська рада
d Сільрада Білорусі|Сільська рада
e Сільрада Білорусі|Сільська рада
l Сільрада Білорусі|Сільська рада
/ Сільрада Білорусі|Сільська рада
t Сільрада Білорусі|Сільська рада
o Сільрада Білорусі|Сільська рада
w Сільрада Білорусі|Сільська рада
n Сільрада Білорусі|Сільська рада
s Сільрада Білорусі|Сільська рада
. Сільрада Білорусі|Сільська рада
p Сільрада Білорусі|Сільська рада
h Сільрада Білорусі|Сільська рада
p Сільрада Білорусі|Сільська рада
```
 Сільрада Білорусі
|
Сільська рада
```

Д Сільрада Білорусі|Сільська рада
е Сільрада Білорусі|Сільська рада
р Сільрада Білорусі|Сільська рада
е Сільрада Білорусі|Сільська рада
в Сільрада Білорусі|Сільська рада
н Сільрада Білорусі|Сільська рада
и Сільрада Білорусі|Сільська рада
```
 Сільрада Білорусі
|
Сільська рада
```

и Сільрада Білорусі|Сільська рада
```
 Сільрада Білорусі
|
Сільська рада
```

п Сільрада Білорусі|Сільська рада
о Сільрада Білорусі|Сільська рада
с Сільрада Білорусі|Сільська рада
е Сільрада Білорусі|Сільська рада
л Сільрада Білорусі|Сільська рада
к Сільрада Білорусі|Сільська рада
и Сільрада Білорусі|Сільська рада
```
 Сільрада Білорусі
|
Сільська рада
```

М Сільрада Білорусі|Сільська рада
я Сільрада Білорусі|Сільська рада
д Сільрада Білорусі|Сільська рада
е Сільрада Білорусі|Сільська рада
л Сільрада Білорусі|Сільська рада
ь Сільрада Білорусі|Сільська рада
с Сільрада Білорусі|Сільська рада
к Сільрада Білорусі|Сільська рада
о Сільрада Білорусі|Сільська рада
г Сільрада Білорусі|Сільська рада
о Сільрада Білорусі|Сільська рада
```
 Сільрада Білорусі
|
Сільська рада
```

р Сільрада Білорусі|Сільська рада
а Сільрада Білорусі|Сільська рада
й Сільрада Білорусі|Сільська рада
о Сільрада Білорусі|Сільська рада
н Сільрада Білорусі|Сільська рада
а Сільрада Білорусі|Сільська рада
] Сільрада Білорусі|Сільська рада
. Сільрада Білорусі|Сільська рада
```
 Сільрада Білорусі
|
Сільська рада
```

П Сільрада Білорусі|Сільська рада
р Сільрада Білорусі|Сільська рада
о Сільрада Білорусі|Сільська рада
ц Сільрада Білорусі|Сільська рада
и Сільрада Білорусі|Сільська рада
т Сільрада Білорусі|Сільська рада
о Сільрада Білорусі|Сільська рада
в Сільрада Білорусі|Сільська рада
а Сільрада Білорусі|Сільська рада
н Сільрада Білорусі|Сільська рада
о Сільрада Білорусі|Сільська рада
Сільрада Білорусі|Сільська рада
```
 Сільрада Білорусі
|
Сільська рада
```

2 Сільрада Білорусі|Сільська рада
0 Сільрада Білорусі|Сільська рада
1 Сільрада Білорусі|Сільська рада
3 Сільрада Білорусі|Сільська рада
- Сільрада Білорусі|Сільська рада
1 Сільрада Білорусі|Сільська рада
2 Сільрада Білорусі|Сільська рада
- Сільрада Білорусі|Сільська рада
0 Сільрада Білорусі|Сільська рада
8 Сільрада Білорусі|Сільська рада
```
 Сільрада Білорусі
|
Сільська рада
```

{ Сільрада Білорусі|Сільська рада
{ Сільрада Білорусі|Сільська рада
r Сільрада Білорусі|Сільська рада
e Сільрада Білорусі|Сільська рада
f Сільрада Білорусі|Сільська рада
- Сільрада Білорусі|Сільська рада
r Сільрада Білорусі|Сільська рада
u Сільрада Білорусі|Сільська рада
} Сільрада Білорусі|Сільська рада
} Сільрада Білорусі|Сільська рада
< Сільрада Білорусі|Сільська рада
/ Сільрада Білорусі|Сільська рада
r Сільрада Білорусі|Сільська рада
e Сільрада Білорусі|Сільська рада
f Сільрада Білорусі|Сільська рада
> Сільрада Білорусі|Сільська рада
```
 Сільрада Білорусі
|
Сільська рада
```

( Сільрада Білорусі|Сільська рада
{ Сільрада Білорусі|Сільська рада
{ Сільрада Білорусі|Сільська рада
l Сільрада Білорусі|Сільська рада
a Сільрада Білорусі|Сільська рада
n Сільрада Білорусі|Сільська рада
g Сільрада Білорусі|Сільська рада
- Сільрада Білорусі|Сільська рада
b Сільрада Білорусі|Сільська рада
e Сільрада Білорусі|Сільська рада
| Сільрада Білорусі|Сільська рада
в Сільрада Білорусі|Сільська рада
ё Сільрада Білорусі|Сільська рада
с Сільрада Білорусі|Сільська рада
к Сільрада Білорусі|Сільська рада
а Сільрада Білорусі|Сільська рада
```
 Сільрада Білорусі
|
Сільська рада
```

Н Сільрада Білорусі|Сільська рада
о Сільрада Білорусі|Сільська рада
в Сільрада Білорусі|Сільська рада
і Сільрада Білорусі|Сільська рада
к Сільрада Білорусі|Сільська рада
і Сільрада Білорусі|Сільська рада
} Сільрада Білорусі|Сільська рада
} Сільрада Білорусі|Сільська рада
) Сільрада Білорусі|Сільська рада
& Сільрада Білорусі|Сільська рада
n Сільрада Білорусі|Сільська рада
b Сільрада Білорусі|Сільська рада
s Сільрада Білорусі|Сільська рада
p Сільрада Білорусі|Сільська рада
Сільрада Білорусі|Сільська рада
— Сільрада Білорусі|Сільська рада
```
 Сільрада Білорусі
|
Сільська рада
```

[ Сільрада Білорусі|Сільська рада
[ Сільрада Білорусі|Сільська рада
с Сільрада Білорусі|Сільська рада
е Сільрада Білорусі|Сільська рада
л Сільрада Білорусі|Сільська рада
о Сільрада Білорусі|Сільська рада
] Сільрада Білорусі|Сільська рада
] Сільрада Білорусі|Сільська рада
```
 Сільрада Білорусі
|
Сільська рада
```

в Сільрада Білорусі|Сільська рада
```
 Сільрада Білорусі
|
Сільська рада
```

с Сільрада Білорусі|Сільська рада
к Сільрада Білорусі|Сільська рада
л Сільрада Білорусі|Сільська рада
а Сільрада Білорусі|Сільська рада
д Сільрада Білорусі|Сільська рада
і Сільрада Білорусі|Сільська рада
```
 Сільрада Білорусі
|
Сільська рада
```

[ Сільрада Білорусі|Сільська рада
[ Сільрада Білорусі|Сільська рада
М Сільрада Білорусі|Сільська рада
я Сільрада Білорусі|Сільська рада
д Сільрада Білорусі|Сільська рада
е Сільрада Білорусі|Сільська рада
л Сільрада Білорусі|Сільська рада
ь Сільрада Білорусі|Сільська рада
с Сільрада Білорусі|Сільська рада
ь Сільрада Білорусі|Сільська рада
к Сільрада Білорусі|Сільська рада
и Сільрада Білорусі|Сільська рада
й Сільрада Білорусі|Сільська рада
```
 Сільрада Білорусі
|
Сільська рада
```

р Сільрада Білорусі|Сільська рада
а Сільрада Білорусі|Сільська рада
й Сільрада Білорусі|Сільська рада
о Сільрада Білорусі|Сільська рада
н Сільрада Білорусі|Сільська рада
| Сільрада Білорусі|Сільська рада
М Сільрада Білорусі|Сільська рада
я Сільрада Білорусі|Сільська рада
д Сільрада Білорусі|Сільська рада
е Сільрада Білорусі|Сільська рада
л Сільрада Білорусі|Сільська рада
ь Сільрада Білорусі|Сільська рада
с Сільрада Білорусі|Сільська рада
ь Сільрада Білорусі|Сільська рада
к Сільрада Білорусі|Сільська рада
о Сільрада Білорусі|Сільська рада
г Сільрада Білорусі|Сільська рада
о Сільрада Білорусі|Сільська рада
```
 Сільрада Білорусі
|
Сільська рада
```

р Сільрада Білорусі|Сільська рада
а Сільрада Білорусі|Сільська рада
й Сільрада Білорусі|Сільська рада
о Сільрада Білорусі|Сільська рада
н Сільрада Білорусі|Сільська рада
у Сільрада Білорусі|Сільська рада
] Сільрада Білорусі|Сільська рада
] Сільрада Білорусі|Сільська рада
```
 Сільрада Білорусі
|
Сільська рада
```

[ Сільрада Білорусі|Сільська рада
[ Сільрада Білорусі|Сільська рада
М Сільрада Білорусі|Сільська рада
і Сільрада Білорусі|Сільська рада
н Сільрада Білорусі|Сільська рада
с Сільрада Білорусі|Сільська рада
ь Сільрада Білорусі|Сільська рада
к Сільрада Білорусі|Сільська рада
а Сільрада Білорусі|Сільська рада
```
 Сільрада Білорусі
|
Сільська рада
```

о Сільрада Білорусі|Сільська рада
б Сільрада Білорусі|Сільська рада
л Сільрада Білорусі|Сільська рада
а Сільрада Білорусі|Сільська рада
с Сільрада Білорусі|Сільська рада
т Сільрада Білорусі|Сільська рада
ь Сільрада Білорусі|Сільська рада
| Сільрада Білорусі|Сільська рада
М Сільрада Білорусі|Сільська рада
і Сільрада Білорусі|Сільська рада
н Сільрада Білорусі|Сільська рада
с Сільрада Білорусі|Сільська рада
ь Сільрада Білорусі|Сільська рада
к Сільрада Білорусі|Сільська рада
о Сільрада Білорусі|Сільська рада
ї Сільрада Білорусі|Сільська рада
```
 Сільрада Білорусі
|
Сільська рада
```

о Сільрада Білорусі|Сільська рада
б Сільрада Білорусі|Сільська рада
л Сільрада Білорусі|Сільська рада
а Сільрада Білорусі|Сільська рада
с Сільрада Білорусі|Сільська рада
т Сільрада Білорусі|Сільська рада
і Сільрада Білорусі|Сільська рада
] Сільрада Білорусі|Сільська рада
] Сільрада Білорусі|Сільська рада
, Сільрада Білорусі|Сільська рада
```
 Сільрада Білорусі
|
Сільська рада
```

[ Сільрада Білорусі|Сільська рада
[ Сільрада Білорусі|Сільська рада
Б Сільрада Білорусі|Сільська рада
і Сільрада Білорусі|Сільська рада
л Сільрада Білорусі|Сільська рада
о Сільрада Білорусі|Сільська рада
р Сільрада Білорусі|Сільська рада
у Сільрада Білорусі|Сільська рада
с Сільрада Білорусі|Сільська рада
ь Сільрада Білорусі|Сільська рада
] Сільрада Білорусі|Сільська рада
] Сільрада Білорусі|Сільська рада
. Сільрада Білорусі|Сільська рада
```
 Сільрада Білорусі
|
Сільська рада
```

С Сільрада Білорусі|Сільська рада
е Сільрада Білорусі|Сільська рада
л Сільрада Білорусі|Сільська рада
о Сільрада Білорусі|Сільська рада
```
 Сільрада Білорусі
|
Сільська рада
```

п Сільрада Білорусі|Сільська рада
і Сільрада Білорусі|Сільська рада
д Сільрада Білорусі|Сільська рада
п Сільрада Білорусі|Сільська рада
о Сільрада Білорусі|Сільська рада
р Сільрада Білорусі|Сільська рада
я Сільрада Білорусі|Сільська рада
д Сільрада Білорусі|Сільська рада
к Сільрада Білорусі|Сільська рада
о Сільрада Білорусі|Сільська рада
в Сільрада Білорусі|Сільська рада
а Сільрада Білорусі|Сільська рада
н Сільрада Білорусі|Сільська рада
е Сільрада Білорусі|Сільська рада
```
 Сільрада Білорусі
|
Сільська рада
```

[ Сільрада Білорусі|Сільська рада
[ Сільрада Білорусі|Сільська рада
С Сільрада Білорусі|Сільська рада
в Сільрада Білорусі|Сільська рада
а Сільрада Білорусі|Сільська рада
т Сільрада Білорусі|Сільська рада
к Сільрада Білорусі|Сільська рада
і Сільрада Білорусі|Сільська рада
в Сільрада Білорусі|Сільська рада
с Сільрада Білорусі|Сільська рада
ь Сільрада Білорусі|Сільська рада
к Сільрада Білорусі|Сільська рада
а Сільрада Білорусі|Сільська рада
```
 Сільрада Білорусі
|
Сільська рада
```

с Сільрада Білорусі|Сільська рада
і Сільрада Білорусі|Сільська рада
л Сільрада Білорусі|Сільська рада
ь Сільрада Білорусі|Сільська рада
с Сільрада Білорусі|Сільська рада
ь Сільрада Білорусі|Сільська рада
к Сільрада Білорусі|Сільська рада
а Сільрада Білорусі|Сільська рада
```
 Сільрада Білорусі
|
Сільська рада
```

р Сільрада Білорусі|Сільська рада
а Сільрада Білорусі|Сільська рада
д Сільрада Білорусі|Сільська рада
а Сільрада Білорусі|Сільська рада
```
 Сільрада Білорусі
|
Сільська рада
```

( Сільрада Білорусі|Сільська рада
М Сільрада Білорусі|Сільська рада
я Сільрада Білорусі|Сільська рада
д Сільрада Білорусі|Сільська рада
е Сільрада Білорусі|Сільська рада
л Сільрада Білорусі|Сільська рада
ь Сільрада Білорусі|Сільська рада
с Сільрада Білорусі|Сільська рада
ь Сільрада Білорусі|Сільська рада
к Сільрада Білорусі|Сільська рада
и Сільрада Білорусі|Сільська рада
й Сільрада Білорусі|Сільська рада
```
 Сільрада Білорусі
|
Сільська рада
```

р Сільрада Білорусі|Сільська рада
а Сільрада Білорусі|Сільська рада
й Сільрада Білорусі|Сільська рада
о Сільрада Білорусі|Сільська рада
н Сільрада Білорусі|Сільська рада
) Сільрада Білорусі|Сільська рада
| Сільрада Білорусі|Сільська рада
С Сільрада Білорусі|Сільська рада
в Сільрада Білорусі|Сільська рада
а Сільрада Білорусі|Сільська рада
т Сільрада Білорусі|Сільська рада
к Сільрада Білорусі|Сільська рада
і Сільрада Білорусі|Сільська рада
в Сільрада Білорусі|Сільська рада
с Сільрада Білорусі|Сільська рада
ь Сільрада Білорусі|Сільська рада
к Сільрада Білорусі|Сільська рада
і Сільрада Білорусі|Сільська рада
й Сільрада Білорусі|Сільська рада
```
 Сільрада Білорусі
|
Сільська рада
```

с Сільрада Білорусі|Сільська рада
і Сільрада Білорусі|Сільська рада
л Сільрада Білорусі|Сільська рада
ь Сільрада Білорусі|Сільська рада
с Сільрада Білорусі|Сільська рада
ь Сільрада Білорусі|Сільська рада
к Сільрада Білорусі|Сільська рада
і Сільрада Білорусі|Сільська рада
й Сільрада Білорусі|Сільська рада
```
 Сільрада Білорусі
|
Сільська рада
```

р Сільрада Білорусі|Сільська рада
а Сільрада Білорусі|Сільська рада
д Сільрада Білорусі|Сільська рада
і Сільрада Білорусі|Сільська рада
] Сільрада Білорусі|Сільська рада
] Сільрада Білорусі|Сільська рада
, Сільрада Білорусі|Сільська рада
```
 Сільрада Білорусі
|
Сільська рада
```

р Сільрада Білорусі|Сільська рада
о Сільрада Білорусі|Сільська рада
з Сільрада Білорусі|Сільська рада
т Сільрада Білорусі|Сільська рада
а Сільрада Білорусі|Сільська рада
ш Сільрада Білорусі|Сільська рада
о Сільрада Білорусі|Сільська рада
в Сільрада Білорусі|Сільська рада
а Сільрада Білорусі|Сільська рада
н Сільрада Білорусі|Сільська рада
е Сільрада Білорусі|Сільська рада
```
 Сільрада Білорусі
|
Сільська рада
```

в Сільрада Білорусі|Сільська рада
```
 Сільрада Білорусі
|
Сільська рада
```

п Сільрада Білорусі|Сільська рада
і Сільрада Білорусі|Сільська рада
в Сільрада Білорусі|Сільська рада
н Сільрада Білорусі|Сільська рада
і Сільрада Білорусі|Сільська рада
ч Сільрада Білорусі|Сільська рада
н Сільрада Білорусі|Сільська рада
і Сільрада Білорусі|Сільська рада
й Сільрада Білорусі|Сільська рада
```
 Сільрада Білорусі
|
Сільська рада
```

ч Сільрада Білорусі|Сільська рада
а Сільрада Білорусі|Сільська рада
с Сільрада Білорусі|Сільська рада
т Сільрада Білорусі|Сільська рада
и Сільрада Білорусі|Сільська рада
н Сільрада Білорусі|Сільська рада
і Сільрада Білорусі|Сільська рада
```
 Сільрада Білорусі
|
Сільська рада
```

о Сільрада Білорусі|Сільська рада
б Сільрада Білорусі|Сільська рада
л Сільрада Білорусі|Сільська рада
а Сільрада Білорусі|Сільська рада
с Сільрада Білорусі|Сільська рада
т Сільрада Білорусі|Сільська рада
і Сільрада Білорусі|Сільська рада
. Сільрада Білорусі|Сільська рада
```
Сільрада Білорусі
|
Сільська рада
```

```
Сільрада Білорусі
|
Сільська рада
```

= Сільрада Білорусі|Сільська рада
= Сільрада Білорусі|Сільська рада
```
 Сільрада Білорусі
|
Сільська рада
```

П Сільрада Білорусі|Сільська рада
р Сільрада Білорусі|Сільська рада
и Сільрада Білорусі|Сільська рада
м Сільрада Білорусі|Сільська рада
і Сільрада Білорусі|Сільська рада
т Сільрада Білорусі|Сільська рада
к Сільрада Білорусі|Сільська рада
и Сільрада Білорусі|Сільська рада
```
 Сільрада Білорусі
|
Сільська рада
```

= Сільрада Білорусі|Сільська рада
= Сільрада Білорусі|Сільська рада
```
Сільрада Білорусі
|
Сільська рада
```

{ Сільрада Білорусі|Сільська рада
{ Сільрада Білорусі|Сільська рада
r Сільрада Білорусі|Сільська рада
e Сільрада Білорусі|Сільська рада
f Сільрада Білорусі|Сільська рада
l Сільрада Білорусі|Сільська рада
i Сільрада Білорусі|Сільська рада
s Сільрада Білорусі|Сільська рада
t Сільрада Білорусі|Сільська рада
} Сільрада Білорусі|Сільська рада
} Сільрада Білорусі|Сільська рада
```
Сільрада Білорусі
|
Сільська рада
```

```
Сільрада Білорусі
|
Сільська рада
```

= Сільрада Білорусі|Сільська рада
= Сільрада Білорусі|Сільська рада
```
 Сільрада Білорусі
|
Сільська рада
```

Д Сільрада Білорусі|Сільська рада
ж Сільрада Білорусі|Сільська рада
е Сільрада Білорусі|Сільська рада
р Сільрада Білорусі|Сільська рада
е Сільрада Білорусі|Сільська рада
л Сільрада Білорусі|Сільська рада
а Сільрада Білорусі|Сільська рада
```
 Сільрада Білорусі
|
Сільська рада
```

= Сільрада Білорусі|Сільська рада
= Сільрада Білорусі|Сільська рада
```
Сільрада Білорусі
|
Сільська рада
```

- Сільрада Білорусі|Сільська рада

```
 Сільрада Білорусі
|
Сільська рада
```

« Сільрада Білорусі|Сільська рада
[ Сільрада Білорусі|Сільська рада
[ Сільрада Білорусі|Сільська рада
М Сільрада Білорусі|Сільська рада
і Сільрада Білорусі|Сільська рада
с Сільрада Білорусі|Сільська рада
т Сільрада Білорусі|Сільська рада
а Сільрада Білорусі|Сільська рада
```
 Сільрада Білорусі
|
Сільська рада
```

і Сільрада Білорусі|Сільська рада
```
 Сільрада Білорусі
|
Сільська рада
```

с Сільрада Білорусі|Сільська рада
е Сільрада Білорусі|Сільська рада
л Сільрада Білорусі|Сільська рада
а Сільрада Білорусі|Сільська рада
```
 Сільрада Білорусі
|
Сільська рада
```

Б Сільрада Білорусі|Сільська рада
і Сільрада Білорусі|Сільська рада
л Сільрада Білорусі|Сільська рада
о Сільрада Білорусі|Сільська рада
р Сільрада Білорусі|Сільська рада
у Сільрада Білорусі|Сільська рада
с Сільрада Білорусі|Сільська рада
і Сільрада Білорусі|Сільська рада
| Сільрада Білорусі|Сільська рада
Г Сільрада Білорусі|Сільська рада
а Сільрада Білорусі|Сільська рада
р Сільрада Білорусі|Сільська рада
а Сільрада Білорусі|Сільська рада
д Сільрада Білорусі|Сільська рада
ы Сільрада Білорусі|Сільська рада
```
 Сільрада Білорусі
|
Сільська рада
```

і Сільрада Білорусі|Сільська рада
```
 Сільрада Білорусі
|
Сільська рада
```

в Сільрада Білорусі|Сільська рада
ё Сільрада Білорусі|Сільська рада
с Сільрада Білорусі|Сільська рада
к Сільрада Білорусі|Сільська рада
і Сільрада Білорусі|Сільська рада
```
 Сільрада Білорусі
|
Сільська рада
```

Б Сільрада Білорусі|Сільська рада
е Сільрада Білорусі|Сільська рада
л Сільрада Білорусі|Сільська рада
а Сільрада Білорусі|Сільська рада
р Сільрада Білорусі|Сільська рада
у Сільрада Білорусі|Сільська рада
с Сільрада Білорусі|Сільська рада
і Сільрада Білорусі|Сільська рада
Сільрада Білорусі|Сільська рада
```
 Сільрада Білорусі
|
Сільська рада
```

Э Сільрада Білорусі|Сільська рада
н Сільрада Білорусі|Сільська рада
ц Сільрада Білорусі|Сільська рада
ы Сільрада Білорусі|Сільська рада
к Сільрада Білорусі|Сільська рада
л Сільрада Білорусі|Сільська рада
а Сільрада Білорусі|Сільська рада
п Сільрада Білорусі|Сільська рада
е Сільрада Білорусі|Сільська рада
д Сільрада Білорусі|Сільська рада
ы Сільрада Білорусі|Сільська рада
я Сільрада Білорусі|Сільська рада
```
 Сільрада Білорусі
|
Сільська рада
```

ў Сільрада Білорусі|Сільська рада
```
 Сільрада Білорусі
|
Сільська рада
```

1 Сільрада Білорусі|Сільська рада
5 Сільрада Білорусі|Сільська рада
```
 Сільрада Білорусі
|
Сільська рада
```

т Сільрада Білорусі|Сільська рада
а Сільрада Білорусі|Сільська рада
м Сільрада Білорусі|Сільська рада
а Сільрада Білорусі|Сільська рада
х Сільрада Білорусі|Сільська рада
] Сільрада Білорусі|Сільська рада
] Сільрада Білорусі|Сільська рада
» Сільрада Білорусі|Сільська рада
```
 Сільрада Білорусі
|
Сільська рада
```

Т Сільрада Білорусі|Сільська рада
. Сільрада Білорусі|Сільська рада
8 Сільрада Білорусі|Сільська рада
, Сільрада Білорусі|Сільська рада
& Сільрада Білорусі|Сільська рада
n Сільрада Білорусі|Сільська рада
b Сільрада Білорусі|Сільська рада
s Сільрада Білорусі|Сільська рада
p Сільрада Білорусі|Сільська рада
Сільрада Білорусі|Сільська рада
к Сільрада Білорусі|Сільська рада
н Сільрада Білорусі|Сільська рада
. Сільрада Білорусі|Сільська рада
```
 Сільрада Білорусі
|
Сільська рада
```

1 Сільрада Білорусі|Сільська рада
. Сільрада Білорусі|Сільська рада
& Сільрада Білорусі|Сільська рада
n Сільрада Білорусі|Сільська рада
b Сільрада Білорусі|Сільська рада
s Сільрада Білорусі|Сільська рада
p Сільрада Білорусі|Сільська рада
Сільрада Білорусі|Сільська рада
М Сільрада Білорусі|Сільська рада
і Сільрада Білорусі|Сільська рада
н Сільрада Білорусі|Сільська рада
с Сільрада Білорусі|Сільська рада
к Сільрада Білорусі|Сільська рада
а Сільрада Білорусі|Сільська рада
я Сільрада Білорусі|Сільська рада
```
 Сільрада Білорусі
|
Сільська рада
```

в Сільрада Білорусі|Сільська рада
о Сільрада Білорусі|Сільська рада
б Сільрада Білорусі|Сільська рада
л Сільрада Білорусі|Сільська рада
а Сільрада Білорусі|Сільська рада
с Сільрада Білорусі|Сільська рада
ь Сільрада Білорусі|Сільська рада
ц Сільрада Білорусі|Сільська рада
ь Сільрада Білорусі|Сільська рада
. Сільрада Білорусі|Сільська рада
& Сільрада Білорусі|Сільська рада
n Сільрада Білорусі|Сільська рада
b Сільрада Білорусі|Сільська рада
s Сільрада Білорусі|Сільська рада
p Сільрада Білорусі|Сільська рада
Сільрада Білорусі|Сільська рада
Р Сільрада Білорусі|Сільська рада
э Сільрада Білорусі|Сільська рада
д Сільрада Білорусі|Сільська рада
к Сільрада Білорусі|Сільська рада
а Сільрада Білорусі|Сільська рада
л Сільрада Білорусі|Сільська рада
е Сільрада Білорусі|Сільська рада
г Сільрада Білорусі|Сільська рада
і Сільрада Білорусі|Сільська рада
я Сільрада Білорусі|Сільська рада
Сільрада Білорусі|Сільська рада
```
 Сільрада Білорусі
|
Сільська рада
```

Т Сільрада Білорусі|Сільська рада
. Сільрада Білорусі|Сільська рада
& Сільрада Білорусі|Сільська рада
n Сільрада Білорусі|Сільська рада
b Сільрада Білорусі|Сільська рада
s Сільрада Білорусі|Сільська рада
p Сільрада Білорусі|Сільська рада
Сільрада Білорусі|Сільська рада
У Сільрада Білорусі|Сільська рада
. Сільрада Білорусі|Сільська рада
& Сільрада Білорусі|Сільська рада
n Сільрада Білорусі|Сільська рада
b Сільрада Білорусі|Сільська рада
s Сільрада Білорусі|Сільська рада
p Сільрада Білорусі|Сільська рада
Сільрада Білорусі|Сільська рада
Б Сільрада Білорусі|Сільська рада
я Сільрада Білорусі|Сільська рада
л Сільрада Білорусі|Сільська рада
о Сільрада Білорусі|Сільська рада
в Сільрада Білорусі|Сільська рада
а Сільрада Білорусі|Сільська рада
```
 Сільрада Білорусі
|
Сільська рада
```

( Сільрада Білорусі|Сільська рада
д Сільрада Білорусі|Сільська рада
ы Сільрада Білорусі|Сільська рада
р Сільрада Білорусі|Сільська рада
э Сільрада Білорусі|Сільська рада
к Сільрада Білорусі|Сільська рада
т Сільрада Білорусі|Сільська рада
а Сільрада Білорусі|Сільська рада
р Сільрада Білорусі|Сільська рада
) Сільрада Білорусі|Сільська рада
```
 Сільрада Білорусі
|
Сільська рада
```

і Сільрада Білорусі|Сільська рада
```
 Сільрада Білорусі
|
Сільська рада
```

і Сільрада Білорусі|Сільська рада
н Сільрада Білорусі|Сільська рада
ш Сільрада Білорусі|Сільська рада
. Сільрада Білорусі|Сільська рада
& Сільрада Білорусі|Сільська рада
n Сільрада Білорусі|Сільська рада
b Сільрада Білорусі|Сільська рада
s Сільрада Білорусі|Сільська рада
p Сільрада Білорусі|Сільська рада
Сільрада Білорусі|Сільська рада
— Сільрада Білорусі|Сільська рада
```
 Сільрада Білорусі
|
Сільська рада
```

М Сільрада Білорусі|Сільська рада
н Сільрада Білорусі|Сільська рада
. Сільрада Білорусі|Сільська рада
Сільрада Білорусі|Сільська рада
```
 Сільрада Білорусі
|
Сільська рада
```

Б Сільрада Білорусі|Сільська рада
е Сільрада Білорусі|Сільська рада
л Сільрада Білорусі|Сільська рада
Э Сільрада Білорусі|Сільська рада
н Сільрада Білорусі|Сільська рада
, Сільрада Білорусі|Сільська рада
```
 Сільрада Білорусі
|
Сільська рада
```

2 Сільрада Білорусі|Сільська рада
0 Сільрада Білорусі|Сільська рада
1 Сільрада Білорусі|Сільська рада
0 Сільрада Білорусі|Сільська рада
. Сільрада Білорусі|Сільська рада
& Сільрада Білорусі|Сільська рада
n Сільрада Білорусі|Сільська рада
b Сільрада Білорусі|Сільська рада
s Сільрада Білорусі|Сільська рада
p Сільрада Білорусі|Сільська рада
Сільрада Білорусі|Сільська рада
— Сільрада Білорусі|Сільська рада
```
 Сільрада Білорусі
|
Сільська рада
```

7 Сільрада Білорусі|Сільська рада
3 Сільрада Білорусі|Сільська рада
6 Сільрада Білорусі|Сільська рада
```
 Сільрада Білорусі
|
Сільська рада
```

с Сільрада Білорусі|Сільська рада
. Сільрада Білорусі|Сільська рада
Сільрада Білорусі|Сільська рада
& Сільрада Білорусі|Сільська рада
n Сільрада Білорусі|Сільська рада
b Сільрада Білорусі|Сільська рада
s Сільрада Білорусі|Сільська рада
p Сільрада Білорусі|Сільська рада
Сільрада Білорусі|Сільська рада
і Сільрада Білорусі|Сільська рада
л Сільрада Білорусі|Сільська рада
. Сільрада Білорусі|Сільська рада
& Сільрада Білорусі|Сільська рада
n Сільрада Білорусі|Сільська рада
b Сільрада Білорусі|Сільська рада
s Сільрада Білорусі|Сільська рада
p Сільрада Білорусі|Сільська рада
Сільрада Білорусі|Сільська рада
I Сільрада Білорусі|Сільська рада
S Сільрада Білорусі|Сільська рада
B Сільрада Білорусі|Сільська рада
N Сільрада Білорусі|Сільська рада
```
 Сільрада Білорусі
|
Сільська рада
```

9 Сільрада Білорусі|Сільська рада
7 Сільрада Білорусі|Сільська рада
8 Сільрада Білорусі|Сільська рада
- Сільрада Білорусі|Сільська рада
9 Сільрада Білорусі|Сільська рада
8 Сільрада Білорусі|Сільська рада
5 Сільрада Білорусі|Сільська рада
- Сільрада Білорусі|Сільська рада
1 Сільрада Білорусі|Сільська рада
1 Сільрада Білорусі|Сільська рада
- Сільрада Білорусі|Сільська рада
0 Сільрада Білорусі|Сільська рада
3 Сільрада Білорусі|Сільська рада
0 Сільрада Білорусі|Сільська рада
2 Сільрада Білорусі|Сільська рада
- Сільрада Білорусі|Сільська рада
3 Сільрада Білорусі|Сільська рада
. Сільрада Білорусі|Сільська рада
```
Сільрада Білорусі
|
Сільська рада
```

- Сільрада Білорусі|Сільська рада

```
 Сільрада Білорусі
|
Сільська рада
```

« Сільрада Білорусі|Сільська рада
Г Сільрада Білорусі|Сільська рада
а Сільрада Білорусі|Сільська рада
р Сільрада Білорусі|Сільська рада
а Сільрада Білорусі|Сільська рада
д Сільрада Білорусі|Сільська рада
ы Сільрада Білорусі|Сільська рада
```
 Сільрада Білорусі
|
Сільська рада
```

і Сільрада Білорусі|Сільська рада
```
 Сільрада Білорусі
|
Сільська рада
```

в Сільрада Білорусі|Сільська рада
ё Сільрада Білорусі|Сільська рада
с Сільрада Білорусі|Сільська рада
к Сільрада Білорусі|Сільська рада
і Сільрада Білорусі|Сільська рада
```
 Сільрада Білорусі
|
Сільська рада
```

Б Сільрада Білорусі|Сільська рада
е Сільрада Білорусі|Сільська рада
л Сільрада Білорусі|Сільська рада
а Сільрада Білорусі|Сільська рада
р Сільрада Білорусі|Сільська рада
у Сільрада Білорусі|Сільська рада
с Сільрада Білорусі|Сільська рада
і Сільрада Білорусі|Сільська рада
Сільрада Білорусі|Сільська рада
```
 Сільрада Білорусі
|
Сільська рада
```

Э Сільрада Білорусі|Сільська рада
н Сільрада Білорусі|Сільська рада
ц Сільрада Білорусі|Сільська рада
ы Сільрада Білорусі|Сільська рада
к Сільрада Білорусі|Сільська рада
л Сільрада Білорусі|Сільська рада
а Сільрада Білорусі|Сільська рада
п Сільрада Білорусі|Сільська рада
е Сільрада Білорусі|Сільська рада
д Сільрада Білорусі|Сільська рада
ы Сільрада Білорусі|Сільська рада
я Сільрада Білорусі|Сільська рада
```
 Сільрада Білорусі
|
Сільська рада
```

ў Сільрада Білорусі|Сільська рада
```
 Сільрада Білорусі
|
Сільська рада
```

1 Сільрада Білорусі|Сільська рада
5 Сільрада Білорусі|Сільська рада
```
 Сільрада Білорусі
|
Сільська рада
```

т Сільрада Білорусі|Сільська рада
а Сільрада Білорусі|Сільська рада
м Сільрада Білорусі|Сільська рада
а Сільрада Білорусі|Сільська рада
х Сільрада Білорусі|Сільська рада
» Сільрада Білорусі|Сільська рада
```
 Сільрада Білорусі
|
Сільська рада
```

Т Сільрада Білорусі|Сільська рада
. Сільрада Білорусі|Сільська рада
8 Сільрада Білорусі|Сільська рада
, Сільрада Білорусі|Сільська рада
& Сільрада Білорусі|Сільська рада
n Сільрада Білорусі|Сільська рада
b Сільрада Білорусі|Сільська рада
s Сільрада Білорусі|Сільська рада
p Сільрада Білорусі|Сільська рада
Сільрада Білорусі|Сільська рада
к Сільрада Білорусі|Сільська рада
н Сільрада Білорусі|Сільська рада
. Сільрада Білорусі|Сільська рада
```
 Сільрада Білорусі
|
Сільська рада
```

2 Сільрада Білорусі|Сільська рада
. Сільрада Білорусі|Сільська рада
& Сільрада Білорусі|Сільська рада
n Сільрада Білорусі|Сільська рада
b Сільрада Білорусі|Сільська рада
s Сільрада Білорусі|Сільська рада
p Сільрада Білорусі|Сільська рада
Сільрада Білорусі|Сільська рада
М Сільрада Білорусі|Сільська рада
і Сільрада Білорусі|Сільська рада
н Сільрада Білорусі|Сільська рада
с Сільрада Білорусі|Сільська рада
к Сільрада Білорусі|Сільська рада
а Сільрада Білорусі|Сільська рада
я Сільрада Білорусі|Сільська рада
```
 Сільрада Білорусі
|
Сільська рада
```

в Сільрада Білорусі|Сільська рада
о Сільрада Білорусі|Сільська рада
б Сільрада Білорусі|Сільська рада
л Сільрада Білорусі|Сільська рада
а Сільрада Білорусі|Сільська рада
с Сільрада Білорусі|Сільська рада
ь Сільрада Білорусі|Сільська рада
ц Сільрада Білорусі|Сільська рада
ь Сільрада Білорусі|Сільська рада
. Сільрада Білорусі|Сільська рада
& Сільрада Білорусі|Сільська рада
n Сільрада Білорусі|Сільська рада
b Сільрада Білорусі|Сільська рада
s Сільрада Білорусі|Сільська рада
p Сільрада Білорусі|Сільська рада
Сільрада Білорусі|Сільська рада
Р Сільрада Білорусі|Сільська рада
э Сільрада Білорусі|Сільська рада
д Сільрада Білорусі|Сільська рада
к Сільрада Білорусі|Сільська рада
а Сільрада Білорусі|Сільська рада
л Сільрада Білорусі|Сільська рада
е Сільрада Білорусі|Сільська рада
г Сільрада Білорусі|Сільська рада
і Сільрада Білорусі|Сільська рада
я Сільрада Білорусі|Сільська рада
Сільрада Білорусі|Сільська рада
```
 Сільрада Білорусі
|
Сільська рада
```

Т Сільрада Білорусі|Сільська рада
. Сільрада Білорусі|Сільська рада
& Сільрада Білорусі|Сільська рада
n Сільрада Білорусі|Сільська рада
b Сільрада Білорусі|Сільська рада
s Сільрада Білорусі|Сільська рада
p Сільрада Білорусі|Сільська рада
Сільрада Білорусі|Сільська рада
У Сільрада Білорусі|Сільська рада
. Сільрада Білорусі|Сільська рада
& Сільрада Білорусі|Сільська рада
n Сільрада Білорусі|Сільська рада
b Сільрада Білорусі|Сільська рада
s Сільрада Білорусі|Сільська рада
p Сільрада Білорусі|Сільська рада
Сільрада Білорусі|Сільська рада
Б Сільрада Білорусі|Сільська рада
я Сільрада Білорусі|Сільська рада
л Сільрада Білорусі|Сільська рада
о Сільрада Білорусі|Сільська рада
в Сільрада Білорусі|Сільська рада
а Сільрада Білорусі|Сільська рада
```
 Сільрада Білорусі
|
Сільська рада
```

( Сільрада Білорусі|Сільська рада
д Сільрада Білорусі|Сільська рада
ы Сільрада Білорусі|Сільська рада
р Сільрада Білорусі|Сільська рада
э Сільрада Білорусі|Сільська рада
к Сільрада Білорусі|Сільська рада
т Сільрада Білорусі|Сільська рада
а Сільрада Білорусі|Сільська рада
р Сільрада Білорусі|Сільська рада
) Сільрада Білорусі|Сільська рада
```
 Сільрада Білорусі
|
Сільська рада
```

і Сільрада Білорусі|Сільська рада
```
 Сільрада Білорусі
|
Сільська рада
```

і Сільрада Білорусі|Сільська рада
н Сільрада Білорусі|Сільська рада
ш Сільрада Білорусі|Сільська рада
. Сільрада Білорусі|Сільська рада
& Сільрада Білорусі|Сільська рада
n Сільрада Білорусі|Сільська рада
b Сільрада Білорусі|Сільська рада
s Сільрада Білорусі|Сільська рада
p Сільрада Білорусі|Сільська рада
Сільрада Білорусі|Сільська рада
— Сільрада Білорусі|Сільська рада
```
 Сільрада Білорусі
|
Сільська рада
```

М Сільрада Білорусі|Сільська рада
н Сільрада Білорусі|Сільська рада
. Сільрада Білорусі|Сільська рада
Сільрада Білорусі|Сільська рада
```
 Сільрада Білорусі
|
Сільська рада
```

Б Сільрада Білорусі|Сільська рада
е Сільрада Білорусі|Сільська рада
л Сільрада Білорусі|Сільська рада
Э Сільрада Білорусі|Сільська рада
н Сільрада Білорусі|Сільська рада
, Сільрада Білорусі|Сільська рада
```
 Сільрада Білорусі
|
Сільська рада
```

2 Сільрада Білорусі|Сільська рада
0 Сільрада Білорусі|Сільська рада
1 Сільрада Білорусі|Сільська рада
1 Сільрада Білорусі|Сільська рада
. Сільрада Білорусі|Сільська рада
& Сільрада Білорусі|Сільська рада
n Сільрада Білорусі|Сільська рада
b Сільрада Білорусі|Сільська рада
s Сільрада Білорусі|Сільська рада
p Сільрада Білорусі|Сільська рада
Сільрада Білорусі|Сільська рада
— Сільрада Білорусі|Сільська рада
```
 Сільрада Білорусі
|
Сільська рада
```

4 Сільрада Білорусі|Сільська рада
6 Сільрада Білорусі|Сільська рада
4 Сільрада Білорусі|Сільська рада
```
 Сільрада Білорусі
|
Сільська рада
```

с Сільрада Білорусі|Сільська рада
. Сільрада Білорусі|Сільська рада
Сільрада Білорусі|Сільська рада
& Сільрада Білорусі|Сільська рада
n Сільрада Білорусі|Сільська рада
b Сільрада Білорусі|Сільська рада
s Сільрада Білорусі|Сільська рада
p Сільрада Білорусі|Сільська рада
Сільрада Білорусі|Сільська рада
і Сільрада Білорусі|Сільська рада
л Сільрада Білорусі|Сільська рада
. Сільрада Білорусі|Сільська рада
& Сільрада Білорусі|Сільська рада
n Сільрада Білорусі|Сільська рада
b Сільрада Білорусі|Сільська рада
s Сільрада Білорусі|Сільська рада
p Сільрада Білорусі|Сільська рада
Сільрада Білорусі|Сільська рада
I Сільрада Білорусі|Сільська рада
S Сільрада Білорусі|Сільська рада
B Сільрада Білорусі|Сільська рада
N Сільрада Білорусі|Сільська рада
```
 Сільрада Білорусі
|
Сільська рада
```

9 Сільрада Білорусі|Сільська рада
7 Сільрада Білорусі|Сільська рада
8 Сільрада Білорусі|Сільська рада
- Сільрада Білорусі|Сільська рада
9 Сільрада Білорусі|Сільська рада
8 Сільрада Білорусі|Сільська рада
5 Сільрада Білорусі|Сільська рада
- Сільрада Білорусі|Сільська рада
1 Сільрада Білорусі|Сільська рада
1 Сільрада Білорусі|Сільська рада
- Сільрада Білорусі|Сільська рада
0 Сільрада Білорусі|Сільська рада
5 Сільрада Білорусі|Сільська рада
5 Сільрада Білорусі|Сільська рада
4 Сільрада Білорусі|Сільська рада
- Сільрада Білорусі|Сільська рада
6 Сільрада Білорусі|Сільська рада
. Сільрада Білорусі|Сільська рада
```
Сільрада Білорусі
|
Сільська рада
```

- Сільрада Білорусі|Сільська рада

```
 Сільрада Білорусі
|
Сільська рада
```

« Сільрада Білорусі|Сільська рада
Г Сільрада Білорусі|Сільська рада
а Сільрада Білорусі|Сільська рада
р Сільрада Білорусі|Сільська рада
а Сільрада Білорусі|Сільська рада
д Сільрада Білорусі|Сільська рада
ы Сільрада Білорусі|Сільська рада
```
 Сільрада Білорусі
|
Сільська рада
```

і Сільрада Білорусі|Сільська рада
```
 Сільрада Білорусі
|
Сільська рада
```

в Сільрада Білорусі|Сільська рада
ё Сільрада Білорусі|Сільська рада
с Сільрада Білорусі|Сільська рада
к Сільрада Білорусі|Сільська рада
і Сільрада Білорусі|Сільська рада
```
 Сільрада Білорусі
|
Сільська рада
```

Б Сільрада Білорусі|Сільська рада
е Сільрада Білорусі|Сільська рада
л Сільрада Білорусі|Сільська рада
а Сільрада Білорусі|Сільська рада
р Сільрада Білорусі|Сільська рада
у Сільрада Білорусі|Сільська рада
с Сільрада Білорусі|Сільська рада
і Сільрада Білорусі|Сільська рада
Сільрада Білорусі|Сільська рада
```
 Сільрада Білорусі
|
Сільська рада
```

Э Сільрада Білорусі|Сільська рада
н Сільрада Білорусі|Сільська рада
ц Сільрада Білорусі|Сільська рада
ы Сільрада Білорусі|Сільська рада
к Сільрада Білорусі|Сільська рада
л Сільрада Білорусі|Сільська рада
а Сільрада Білорусі|Сільська рада
п Сільрада Білорусі|Сільська рада
е Сільрада Білорусі|Сільська рада
д Сільрада Білорусі|Сільська рада
ы Сільрада Білорусі|Сільська рада
я Сільрада Білорусі|Сільська рада
```
 Сільрада Білорусі
|
Сільська рада
```

ў Сільрада Білорусі|Сільська рада
```
 Сільрада Білорусі
|
Сільська рада
```

1 Сільрада Білорусі|Сільська рада
5 Сільрада Білорусі|Сільська рада
```
 Сільрада Білорусі
|
Сільська рада
```

т Сільрада Білорусі|Сільська рада
а Сільрада Білорусі|Сільська рада
м Сільрада Білорусі|Сільська рада
а Сільрада Білорусі|Сільська рада
х Сільрада Білорусі|Сільська рада
» Сільрада Білорусі|Сільська рада
```
 Сільрада Білорусі
|
Сільська рада
```

Т Сільрада Білорусі|Сільська рада
. Сільрада Білорусі|Сільська рада
8 Сільрада Білорусі|Сільська рада
, Сільрада Білорусі|Сільська рада
& Сільрада Білорусі|Сільська рада
n Сільрада Білорусі|Сільська рада
b Сільрада Білорусі|Сільська рада
s Сільрада Білорусі|Сільська рада
p Сільрада Білорусі|Сільська рада
Сільрада Білорусі|Сільська рада
к Сільрада Білорусі|Сільська рада
н Сільрада Білорусі|Сільська рада
. Сільрада Білорусі|Сільська рада
```
 Сільрада Білорусі
|
Сільська рада
```

3 Сільрада Білорусі|Сільська рада
. Сільрада Білорусі|Сільська рада
& Сільрада Білорусі|Сільська рада
n Сільрада Білорусі|Сільська рада
b Сільрада Білорусі|Сільська рада
s Сільрада Білорусі|Сільська рада
p Сільрада Білорусі|Сільська рада
Сільрада Білорусі|Сільська рада
М Сільрада Білорусі|Сільська рада
і Сільрада Білорусі|Сільська рада
н Сільрада Білорусі|Сільська рада
с Сільрада Білорусі|Сільська рада
к Сільрада Білорусі|Сільська рада
а Сільрада Білорусі|Сільська рада
я Сільрада Білорусі|Сільська рада
```
 Сільрада Білорусі
|
Сільська рада
```

в Сільрада Білорусі|Сільська рада
о Сільрада Білорусі|Сільська рада
б Сільрада Білорусі|Сільська рада
л Сільрада Білорусі|Сільська рада
а Сільрада Білорусі|Сільська рада
с Сільрада Білорусі|Сільська рада
ь Сільрада Білорусі|Сільська рада
ц Сільрада Білорусі|Сільська рада
ь Сільрада Білорусі|Сільська рада
. Сільрада Білорусі|Сільська рада
& Сільрада Білорусі|Сільська рада
n Сільрада Білорусі|Сільська рада
b Сільрада Білорусі|Сільська рада
s Сільрада Білорусі|Сільська рада
p Сільрада Білорусі|Сільська рада
Сільрада Білорусі|Сільська рада
Р Сільрада Білорусі|Сільська рада
э Сільрада Білорусі|Сільська рада
д Сільрада Білорусі|Сільська рада
к Сільрада Білорусі|Сільська рада
а Сільрада Білорусі|Сільська рада
л Сільрада Білорусі|Сільська рада
е Сільрада Білорусі|Сільська рада
г Сільрада Білорусі|Сільська рада
і Сільрада Білорусі|Сільська рада
я Сільрада Білорусі|Сільська рада
Сільрада Білорусі|Сільська рада
```
 Сільрада Білорусі
|
Сільська рада
```

Т Сільрада Білорусі|Сільська рада
. Сільрада Білорусі|Сільська рада
& Сільрада Білорусі|Сільська рада
n Сільрада Білорусі|Сільська рада
b Сільрада Білорусі|Сільська рада
s Сільрада Білорусі|Сільська рада
p Сільрада Білорусі|Сільська рада
Сільрада Білорусі|Сільська рада
У Сільрада Білорусі|Сільська рада
. Сільрада Білорусі|Сільська рада
& Сільрада Білорусі|Сільська рада
n Сільрада Білорусі|Сільська рада
b Сільрада Білорусі|Сільська рада
s Сільрада Білорусі|Сільська рада
p Сільрада Білорусі|Сільська рада
Сільрада Білорусі|Сільська рада
Б Сільрада Білорусі|Сільська рада
я Сільрада Білорусі|Сільська рада
л Сільрада Білорусі|Сільська рада
о Сільрада Білорусі|Сільська рада
в Сільрада Білорусі|Сільська рада
а Сільрада Білорусі|Сільська рада
```
 Сільрада Білорусі
|
Сільська рада
```

( Сільрада Білорусі|Сільська рада
д Сільрада Білорусі|Сільська рада
ы Сільрада Білорусі|Сільська рада
р Сільрада Білорусі|Сільська рада
э Сільрада Білорусі|Сільська рада
к Сільрада Білорусі|Сільська рада
т Сільрада Білорусі|Сільська рада
а Сільрада Білорусі|Сільська рада
р Сільрада Білорусі|Сільська рада
) Сільрада Білорусі|Сільська рада
```
 Сільрада Білорусі
|
Сільська рада
```

і Сільрада Білорусі|Сільська рада
```
 Сільрада Білорусі
|
Сільська рада
```

і Сільрада Білорусі|Сільська рада
н Сільрада Білорусі|Сільська рада
ш Сільрада Білорусі|Сільська рада
. Сільрада Білорусі|Сільська рада
& Сільрада Білорусі|Сільська рада
n Сільрада Білорусі|Сільська рада
b Сільрада Білорусі|Сільська рада
s Сільрада Білорусі|Сільська рада
p Сільрада Білорусі|Сільська рада
Сільрада Білорусі|Сільська рада
— Сільрада Білорусі|Сільська рада
```
 Сільрада Білорусі
|
Сільська рада
```

М Сільрада Білорусі|Сільська рада
н Сільрада Білорусі|Сільська рада
. Сільрада Білорусі|Сільська рада
Сільрада Білорусі|Сільська рада
```
 Сільрада Білорусі
|
Сільська рада
```

Б Сільрада Білорусі|Сільська рада
е Сільрада Білорусі|Сільська рада
л Сільрада Білорусі|Сільська рада
Э Сільрада Білорусі|Сільська рада
н Сільрада Білорусі|Сільська рада
, Сільрада Білорусі|Сільська рада
```
 Сільрада Білорусі
|
Сільська рада
```

2 Сільрада Білорусі|Сільська рада
0 Сільрада Білорусі|Сільська рада
1 Сільрада Білорусі|Сільська рада
2 Сільрада Білорусі|Сільська рада
. Сільрада Білорусі|Сільська рада
& Сільрада Білорусі|Сільська рада
n Сільрада Білорусі|Сільська рада
b Сільрада Білорусі|Сільська рада
s Сільрада Білорусі|Сільська рада
p Сільрада Білорусі|Сільська рада
Сільрада Білорусі|Сільська рада
— Сільрада Білорусі|Сільська рада
```
 Сільрада Білорусі
|
Сільська рада
```

6 Сільрада Білорусі|Сільська рада
2 Сільрада Білорусі|Сільська рада
4 Сільрада Білорусі|Сільська рада
```
 Сільрада Білорусі
|
Сільська рада
```

с Сільрада Білорусі|Сільська рада
. Сільрада Білорусі|Сільська рада
Сільрада Білорусі|Сільська рада
& Сільрада Білорусі|Сільська рада
n Сільрада Білорусі|Сільська рада
b Сільрада Білорусі|Сільська рада
s Сільрада Білорусі|Сільська рада
p Сільрада Білорусі|Сільська рада
Сільрада Білорусі|Сільська рада
і Сільрада Білорусі|Сільська рада
л Сільрада Білорусі|Сільська рада
. Сільрада Білорусі|Сільська рада
& Сільрада Білорусі|Сільська рада
n Сільрада Білорусі|Сільська рада
b Сільрада Білорусі|Сільська рада
s Сільрада Білорусі|Сільська рада
p Сільрада Білорусі|Сільська рада
Сільрада Білорусі|Сільська рада
I Сільрада Білорусі|Сільська рада
S Сільрада Білорусі|Сільська рада
B Сільрада Білорусі|Сільська рада
N Сільрада Білорусі|Сільська рада
```
 Сільрада Білорусі
|
Сільська рада
```

9 Сільрада Білорусі|Сільська рада
7 Сільрада Білорусі|Сільська рада
8 Сільрада Білорусі|Сільська рада
- Сільрада Білорусі|Сільська рада
9 Сільрада Білорусі|Сільська рада
8 Сільрада Білорусі|Сільська рада
5 Сільрада Білорусі|Сільська рада
- Сільрада Білорусі|Сільська рада
1 Сільрада Білорусі|Сільська рада
1 Сільрада Білорусі|Сільська рада
- Сільрада Білорусі|Сільська рада
0 Сільрада Білорусі|Сільська рада
6 Сільрада Білорусі|Сільська рада
3 Сільрада Білорусі|Сільська рада
6 Сільрада Білорусі|Сільська рада
- Сільрада Білорусі|Сільська рада
9 Сільрада Білорусі|Сільська рада
. Сільрада Білорусі|Сільська рада
```
Сільрада Білорусі
|
Сільська рада
```

```
Сільрада Білорусі
|
Сільська рада
```

= Сільрада Білорусі|Сільська рада
= Сільрада Білорусі|Сільська рада
```
 Сільрада Білорусі
|
Сільська рада
```

П Сільрада Білорусі|Сільська рада
о Сільрада Білорусі|Сільська рада
с Сільрада Білорусі|Сільська рада
и Сільрада Білорусі|Сільська рада
л Сільрада Білорусі|Сільська рада
а Сільрада Білорусі|Сільська рада
н Сільрада Білорусі|Сільська рада
н Сільрада Білорусі|Сільська рада
я Сільрада Білорусі|Сільська рада
```
 Сільрада Білорусі
|
Сільська рада
```

= Сільрада Білорусі|Сільська рада
= Сільрада Білорусі|Сільська рада
```
Сільрада Білорусі
|
Сільська рада
```

- Сільрада Білорусі|Сільська рада

```
 Сільрада Білорусі
|
Сільська рада
```

[ Сільрада Білорусі|Сільська рада
h Сільрада Білорусі|Сільська рада
t Сільрада Білорусі|Сільська рада
t Сільрада Білорусі|Сільська рада
p Сільрада Білорусі|Сільська рада
s Сільрада Білорусі|Сільська рада
Сільрада Білорусі|Сільська рада
/ Сільрада Білорусі|Сільська рада
/ Сільрада Білорусі|Сільська рада
w Сільрада Білорусі|Сільська рада
e Сільрада Білорусі|Сільська рада
b Сільрада Білорусі|Сільська рада
. Сільрада Білорусі|Сільська рада
a Сільрада Білорусі|Сільська рада
r Сільрада Білорусі|Сільська рада
c Сільрада Білорусі|Сільська рада
h Сільрада Білорусі|Сільська рада
i Сільрада Білорусі|Сільська рада
v Сільрада Білорусі|Сільська рада
e Сільрада Білорусі|Сільська рада
. Сільрада Білорусі|Сільська рада
o Сільрада Білорусі|Сільська рада
r Сільрада Білорусі|Сільська рада
g Сільрада Білорусі|Сільська рада
/ Сільрада Білорусі|Сільська рада
w Сільрада Білорусі|Сільська рада
e Сільрада Білорусі|Сільська рада
b Сільрада Білорусі|Сільська рада
/ Сільрада Білорусі|Сільська рада
2 Сільрада Білорусі|Сільська рада
0 Сільрада Білорусі|Сільська рада
1 Сільрада Білорусі|Сільська рада
3 Сільрада Білорусі|Сільська рада
0 Сільрада Білорусі|Сільська рада
7 Сільрада Білорусі|Сільська рада
2 Сільрада Білорусі|Сільська рада
9 Сільрада Білорусі|Сільська рада
1 Сільрада Білорусі|Сільська рада
5 Сільрада Білорусі|Сільська рада
3 Сільрада Білорусі|Сільська рада
6 Сільрада Білорусі|Сільська рада
3 Сільрада Білорусі|Сільська рада
6 Сільрада Білорусі|Сільська рада
/ Сільрада Білорусі|Сільська рада
h Сільрада Білорусі|Сільська рада
t Сільрада Білорусі|Сільська рада
t Сільрада Білорусі|Сільська рада
p Сільрада Білорусі|Сільська рада
Сільрада Білорусі|Сільська рада
/ Сільрада Білорусі|Сільська рада
/ Сільрада Білорусі|Сільська рада
w Сільрада Білорусі|Сільська рада
w Сільрада Білорусі|Сільська рада
w Сільрада Білорусі|Сільська рада
. Сільрада Білорусі|Сільська рада
m Сільрада Білорусі|Сільська рада
y Сільрада Білорусі|Сільська рада
a Сільрада Білорусі|Сільська рада
d Сільрада Білорусі|Сільська рада
e Сільрада Білорусі|Сільська рада
l Сільрада Білорусі|Сільська рада
. Сільрада Білорусі|Сільська рада
i Сільрада Білорусі|Сільська рада
n Сільрада Білорусі|Сільська рада
f Сільрада Білорусі|Сільська рада
o Сільрада Білорусі|Сільська рада
/ Сільрада Білорусі|Сільська рада
n Сільрада Білорусі|Сільська рада
a Сільрада Білорусі|Сільська рада
s Сільрада Білорусі|Сільська рада
e Сільрада Білорусі|Сільська рада
l Сільрада Білорусі|Сільська рада
e Сільрада Білорусі|Сільська рада
n Сільрада Білорусі|Сільська рада
n Сільрада Білорусі|Сільська рада
y Сільрада Білорусі|Сільська рада
i Сільрада Білорусі|Сільська рада
e Сільрада Білорусі|Сільська рада
- Сільрада Білорусі|Сільська рада
p Сільрада Білорусі|Сільська рада
u Сільрада Білорусі|Сільська рада
n Сільрада Білорусі|Сільська рада
k Сільрада Білорусі|Сільська рада
t Сільрада Білорусі|Сільська рада
y Сільрада Білорусі|Сільська рада
i Сільрада Білорусі|Сільська рада
/ Сільрада Білорусі|Сільська рада
```
 Сільрада Білорусі
|
Сільська рада
```

І Сільрада Білорусі|Сільська рада
н Сільрада Білорусі|Сільська рада
ф Сільрада Білорусі|Сільська рада
о Сільрада Білорусі|Сільська рада
р Сільрада Білорусі|Сільська рада
м Сільрада Білорусі|Сільська рада
а Сільрада Білорусі|Сільська рада
ц Сільрада Білорусі|Сільська рада
і Сільрада Білорусі|Сільська рада
я Сільрада Білорусі|Сільська рада
```
 Сільрада Білорусі
|
Сільська рада
```

п Сільрада Білорусі|Сільська рада
р Сільрада Білорусі|Сільська рада
о Сільрада Білорусі|Сільська рада
```
 Сільрада Білорусі
|
Сільська рада
```

с Сільрада Білорусі|Сільська рада
е Сільрада Білорусі|Сільська рада
л Сільрада Білорусі|Сільська рада
а Сільрада Білорусі|Сільська рада
```
 Сільрада Білорусі
|
Сільська рада
```

М Сільрада Білорусі|Сільська рада
я Сільрада Білорусі|Сільська рада
д Сільрада Білорусі|Сільська рада
е Сільрада Білорусі|Сільська рада
л Сільрада Білорусі|Сільська рада
ь Сільрада Білорусі|Сільська рада
с Сільрада Білорусі|Сільська рада
ь Сільрада Білорусі|Сільська рада
к Сільрада Білорусі|Сільська рада
о Сільрада Білорусі|Сільська рада
г Сільрада Білорусі|Сільська рада
о Сільрада Білорусі|Сільська рада
```
 Сільрада Білорусі
|
Сільська рада
```

р Сільрада Білорусі|Сільська рада
а Сільрада Білорусі|Сільська рада
й Сільрада Білорусі|Сільська рада
о Сільрада Білорусі|Сільська рада
н Сільрада Білорусі|Сільська рада
у Сільрада Білорусі|Сільська рада
] Сільрада Білорусі|Сільська рада
```
Сільрада Білорусі
|
Сільська рада
```

- Сільрада Білорусі|Сільська рада

```
 Сільрада Білорусі
|
Сільська рада
```

{ Сільрада Білорусі|Сільська рада
{ Сільрада Білорусі|Сільська рада
S Сільрада Білорусі|Сільська рада
g Сільрада Білорусі|Сільська рада
K Сільрада Білорусі|Сільська рада
P Сільрада Білорусі|Сільська рада
| Сільрада Білорусі|Сільська рада
V Сільрада Білорусі|Сільська рада
I Сільрада Білорусі|Сільська рада
I Сільрада Білорусі|Сільська рада
| Сільрада Білорусі|Сільська рада
2 Сільрада Білорусі|Сільська рада
3 Сільрада Білорусі|Сільська рада
6 Сільрада Білорусі|Сільська рада
| Сільрада Білорусі|Сільська рада
N Сільрада Білорусі|Сільська рада
o Сільрада Білорусі|Сільська рада
w Сільрада Білорусі|Сільська рада
i Сільрада Білорусі|Сільська рада
k Сільрада Білорусі|Сільська рада
i Сільрада Білорусі|Сільська рада
, Сільрада Білорусі|Сільська рада
```
 Сільрада Білорусі
|
Сільська рада
```

w Сільрада Білорусі|Сільська рада
i Сільрада Білорусі|Сільська рада
e Сільрада Білорусі|Сільська рада
ś Сільрада Білорусі|Сільська рада
```
 Сільрада Білорусі
|
Сільська рада
```

i Сільрада Білорусі|Сільська рада
```
 Сільрада Білорусі
|
Сільська рада
```

d Сільрада Білорусі|Сільська рада
o Сільрада Білорусі|Сільська рада
b Сільрада Білорусі|Сільська рада
r Сільрада Білорусі|Сільська рада
a Сільрада Білорусі|Сільська рада
, Сільрада Білорусі|Сільська рада
```
 Сільрада Білорусі
|
Сільська рада
```

p Сільрада Білорусі|Сільська рада
o Сільрада Білорусі|Сільська рада
w Сільрада Білорусі|Сільська рада
i Сільрада Білорусі|Сільська рада
a Сільрада Білорусі|Сільська рада
t Сільрада Білорусі|Сільська рада
```
 Сільрада Білорусі
|
Сільська рада
```

w Сільрада Білорусі|Сільська рада
i Сільрада Білорусі|Сільська рада
l Сільрада Білорусі|Сільська рада
e Сільрада Білорусі|Сільська рада
j Сільрада Білорусі|Сільська рада
s Сільрада Білорусі|Сільська рада
k Сільрада Білорусі|Сільська рада
i Сільрада Білорусі|Сільська рада
, Сільрада Білорусі|Сільська рада
```
 Сільрада Білорусі
|
Сільська рада
```

g Сільрада Білорусі|Сільська рада
m Сільрада Білорусі|Сільська рада
i Сільрада Білорусі|Сільська рада
n Сільрада Білорусі|Сільська рада
a Сільрада Білорусі|Сільська рада
```
 Сільрада Білорусі
|
Сільська рада
```

M Сільрада Білорусі|Сільська рада
i Сільрада Білорусі|Сільська рада
a Сільрада Білорусі|Сільська рада
d Сільрада Білорусі|Сільська рада
z Сільрада Білорусі|Сільська рада
i Сільрада Білорусі|Сільська рада
o Сільрада Білорусі|Сільська рада
ł Сільрада Білорусі|Сільська рада
} Сільрада Білорусі|Сільська рада
} Сільрада Білорусі|Сільська рада
```
Сільрада Білорусі
|
Сільська рада
```

{ Сільрада Білорусі|Сільська рада
{ Сільрада Білорусі|Сільська рада
С Сільрада Білорусі|Сільська рада
в Сільрада Білорусі|Сільська рада
а Сільрада Білорусі|Сільська рада
т Сільрада Білорусі|Сільська рада
к Сільрада Білорусі|Сільська рада
і Сільрада Білорусі|Сільська рада
в Сільрада Білорусі|Сільська рада
с Сільрада Білорусі|Сільська рада
ь Сільрада Білорусі|Сільська рада
к Сільрада Білорусі|Сільська рада
а Сільрада Білорусі|Сільська рада
```
 Сільрада Білорусі
|
Сільська рада
```

с Сільрада Білорусі|Сільська рада
і Сільрада Білорусі|Сільська рада
л Сільрада Білорусі|Сільська рада
ь Сільрада Білорусі|Сільська рада
с Сільрада Білорусі|Сільська рада
ь Сільрада Білорусі|Сільська рада
к Сільрада Білорусі|Сільська рада
а Сільрада Білорусі|Сільська рада
```
 Сільрада Білорусі
|
Сільська рада
```

р Сільрада Білорусі|Сільська рада
а Сільрада Білорусі|Сільська рада
д Сільрада Білорусі|Сільська рада
а Сільрада Білорусі|Сільська рада
```
 Сільрада Білорусі
|
Сільська рада
```

( Сільрада Білорусі|Сільська рада
М Сільрада Білорусі|Сільська рада
я Сільрада Білорусі|Сільська рада
д Сільрада Білорусі|Сільська рада
е Сільрада Білорусі|Сільська рада
л Сільрада Білорусі|Сільська рада
ь Сільрада Білорусі|Сільська рада
с Сільрада Білорусі|Сільська рада
ь Сільрада Білорусі|Сільська рада
к Сільрада Білорусі|Сільська рада
и Сільрада Білорусі|Сільська рада
й Сільрада Білорусі|Сільська рада
```
 Сільрада Білорусі
|
Сільська рада
```

р Сільрада Білорусі|Сільська рада
а Сільрада Білорусі|Сільська рада
й Сільрада Білорусі|Сільська рада
о Сільрада Білорусі|Сільська рада
н Сільрада Білорусі|Сільська рада
) Сільрада Білорусі|Сільська рада
} Сільрада Білорусі|Сільська рада
} Сільрада Білорусі|Сільська рада
```
Сільрада Білорусі
|
Сільська рада
```

```
Сільрада Білорусі
|
Сільська рада
```

{ Сільрада Білорусі|Сільська рада
{ Сільрада Білорусі|Сільська рада
B Сільрада Білорусі|Сільська рада
e Сільрада Білорусі|Сільська рада
l Сільрада Білорусі|Сільська рада
a Сільрада Білорусі|Сільська рада
r Сільрада Білорусі|Сільська рада
u Сільрада Білорусі|Сільська рада
s Сільрада Білорусі|Сільська рада
- Сільрада Білорусі|Сільська рада
s Сільрада Білорусі|Сільська рада
t Сільрада Білорусі|Сільська рада
u Сільрада Білорусі|Сільська рада
b Сільрада Білорусі|Сільська рада
} Сільрада Білорусі|Сільська рада
} Сільрада Білорусі|Сільська рада
```
Сільрада Білорусі
|
Сільська рада
```

```
Сільрада Білорусі
|
Сільська рада
```

[ Сільрада Білорусі|Сільська рада
[ Сільрада Білорусі|Сільська рада
К Сільрада Білорусі|Сільська рада
а Сільрада Білорусі|Сільська рада
т Сільрада Білорусі|Сільська рада
е Сільрада Білорусі|Сільська рада
г Сільрада Білорусі|Сільська рада
о Сільрада Білорусі|Сільська рада
р Сільрада Білорусі|Сільська рада
і Сільрада Білорусі|Сільська рада
я Сільрада Білорусі|Сільська рада
Сільрада Білорусі|Сільська рада
С Сільрада Білорусі|Сільська рада
е Сільрада Білорусі|Сільська рада
л Сільрада Білорусі|Сільська рада
а Сільрада Білорусі|Сільська рада
```
 Сільрада Білорусі
|
Сільська рада
```

М Сільрада Білорусі|Сільська рада
і Сільрада Білорусі|Сільська рада
н Сільрада Білорусі|Сільська рада
с Сільрада Білорусі|Сільська рада
ь Сільрада Білорусі|Сільська рада
к Сільрада Білорусі|Сільська рада
о Сільрада Білорусі|Сільська рада
ї Сільрада Білорусі|Сільська рада
```
 Сільрада Білорусі
|
Сільська рада
```

о Сільрада Білорусі|Сільська рада
б Сільрада Білорусі|Сільська рада
л Сільрада Білорусі|Сільська рада
а Сільрада Білорусі|Сільська рада
с Сільрада Білорусі|Сільська рада
т Сільрада Білорусі|Сільська рада
і Сільрада Білорусі|Сільська рада
] Сільрада Білорусі|Сільська рада
] Сільрада Білорусі|Сільська рада
```
Сільрада Білорусі
|
Сільська рада
```

[ Сільрада Білорусі|Сільська рада
[ Сільрада Білорусі|Сільська рада
К Сільрада Білорусі|Сільська рада
а Сільрада Білорусі|Сільська рада
т Сільрада Білорусі|Сільська рада
е Сільрада Білорусі|Сільська рада
г Сільрада Білорусі|Сільська рада
о Сільрада Білорусі|Сільська рада
р Сільрада Білорусі|Сільська рада
і Сільрада Білорусі|Сільська рада
я Сільрада Білорусі|Сільська рада
Сільрада Білорусі|Сільська рада
Н Сільрада Білорусі|Сільська рада
а Сільрада Білорусі|Сільська рада
с Сільрада Білорусі|Сільська рада
е Сільрада Білорусі|Сільська рада
л Сільрада Білорусі|Сільська рада
е Сільрада Білорусі|Сільська рада
н Сільрада Білорусі|Сільська рада
і Сільрада Білорусі|Сільська рада
```
 Сільрада Білорусі
|
Сільська рада
```

п Сільрада Білорусі|Сільська рада
у Сільрада Білорусі|Сільська рада
н Сільрада Білорусі|Сільська рада
к Сільрада Білорусі|Сільська рада
т Сільрада Білорусі|Сільська рада
и Сільрада Білорусі|Сільська рада
```
 Сільрада Білорусі
|
Сільська рада
```

М Сільрада Білорусі|Сільська рада
я Сільрада Білорусі|Сільська рада
д Сільрада Білорусі|Сільська рада
е Сільрада Білорусі|Сільська рада
л Сільрада Білорусі|Сільська рада
ь Сільрада Білорусі|Сільська рада
с Сільрада Білорусі|Сільська рада
ь Сільрада Білорусі|Сільська рада
к Сільрада Білорусі|Сільська рада
о Сільрада Білорусі|Сільська рада
г Сільрада Білорусі|Сільська рада
о Сільрада Білорусі|Сільська рада
```
 Сільрада Білорусі
|
Сільська рада
```

р Сільрада Білорусі|Сільська рада
а Сільрада Білорусі|Сільська рада
й Сільрада Білорусі|Сільська рада
о Сільрада Білорусі|Сільська рада
н Сільрада Білорусі|Сільська рада
у Сільрада Білорусі|Сільська рада
] Сільрада Білорусі|Сільська рада
] Сільрада Білорусі|Сільська рада
```
Сільрада Білорусі
|
Сільська рада
```

[ Сільрада Білорусі|Сільська рада
[ Сільрада Білорусі|Сільська рада
К Сільрада Білорусі|Сільська рада
а Сільрада Білорусі|Сільська рада
т Сільрада Білорусі|Сільська рада
е Сільрада Білорусі|Сільська рада
г Сільрада Білорусі|Сільська рада
о Сільрада Білорусі|Сільська рада
р Сільрада Білорусі|Сільська рада
і Сільрада Білорусі|Сільська рада
я Сільрада Білорусі|Сільська рада
Сільрада Білорусі|Сільська рада
С Сільрада Білорусі|Сільська рада
в Сільрада Білорусі|Сільська рада
а Сільрада Білорусі|Сільська рада
т Сільрада Білорусі|Сільська рада
к Сільрада Білорусі|Сільська рада
і Сільрада Білорусі|Сільська рада
в Сільрада Білорусі|Сільська рада
с Сільрада Білорусі|Сільська рада
ь Сільрада Білорусі|Сільська рада
к Сільрада Білорусі|Сільська рада
а Сільрада Білорусі|Сільська рада
```
 Сільрада Білорусі
|
Сільська рада
```

с Сільрада Білорусі|Сільська рада
і Сільрада Білорусі|Сільська рада
л Сільрада Білорусі|Сільська рада
ь Сільрада Білорусі|Сільська рада
с Сільрада Білорусі|Сільська рада
ь Сільрада Білорусі|Сільська рада
к Сільрада Білорусі|Сільська рада
а Сільрада Білорусі|Сільська рада
```
 Сільрада Білорусі
|
Сільська рада
```

р Сільрада Білорусі|Сільська рада
а Сільрада Білорусі|Сільська рада
д Сільрада Білорусі|Сільська рада
а Сільрада Білорусі|Сільська рада
```
 Сільрада Білорусі
|
Сільська рада
```

( Сільрада Білорусі|Сільська рада
М Сільрада Білорусі|Сільська рада
я Сільрада Білорусі|Сільська рада
д Сільрада Білорусі|Сільська рада
е Сільрада Білорусі|Сільська рада
л Сільрада Білорусі|Сільська рада
ь Сільрада Білорусі|Сільська рада
с Сільрада Білорусі|Сільська рада
ь Сільрада Білорусі|Сільська рада
к Сільрада Білорусі|Сільська рада
и Сільрада Білорусі|Сільська рада
й Сільрада Білорусі|Сільська рада
```
 Сільрада Білорусі
|
Сільська рада
```

р Сільрада Білорусі|Сільська рада
а Сільрада Білорусі|Сільська рада
й Сільрада Білорусі|Сільська рада
о Сільрада Білорусі|Сільська рада
н Сільрада Білорусі|Сільська рада
) Сільрада Білорусі|Сільська рада
] Сільрада Білорусі|Сільська рада
] Сільрада Білорусі|Сільська рада